# Dejima

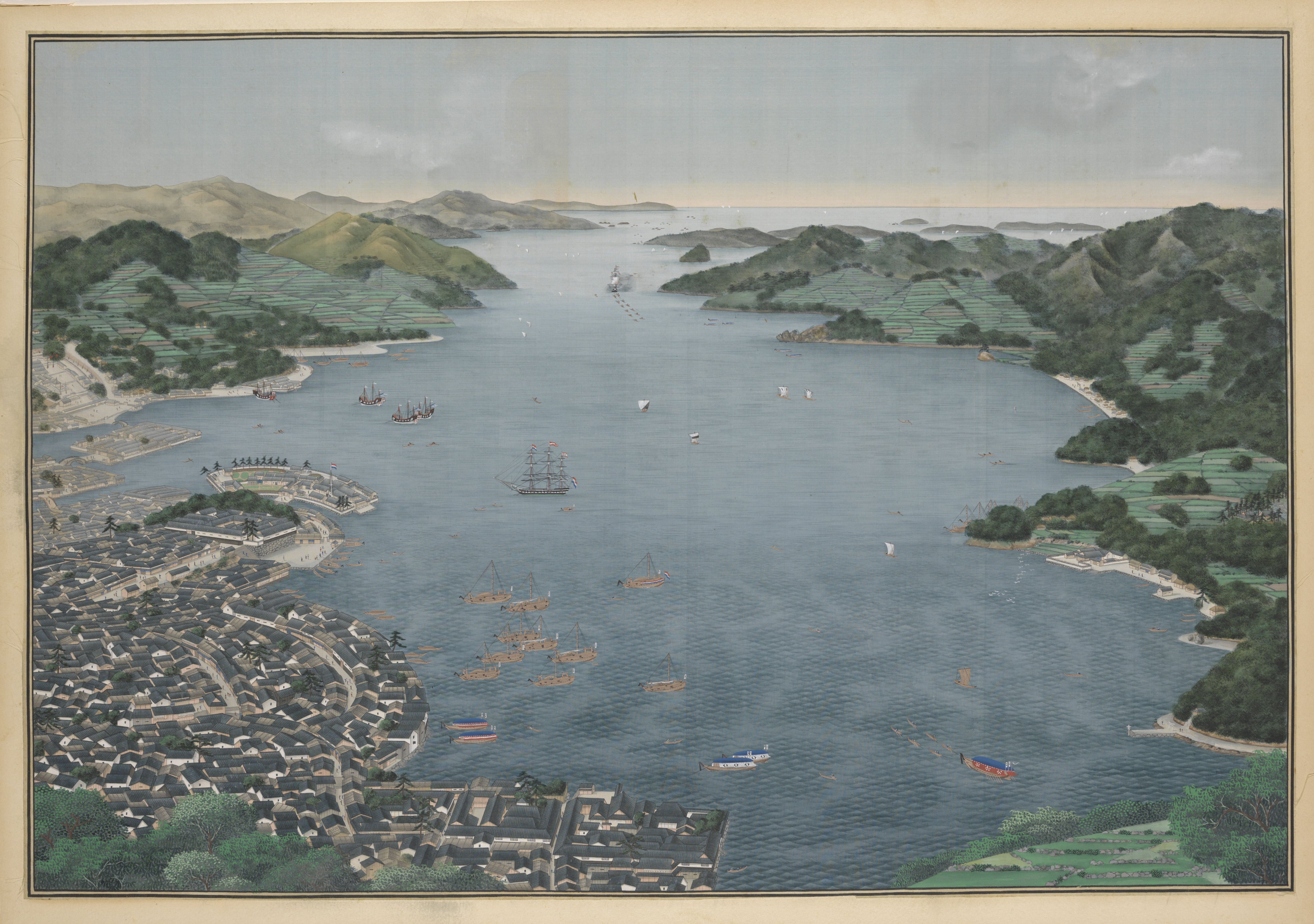
Situering van Deshima op een zijdeschilderij (Kawahara Keiga, ca. 1833-36)

Dejima (Japans: 出島) (ook wel bekend als "t eylant Schisma", Decima, Deshima of Desjima) is een voormalig kunstmatig, waaiervormig eilandje van nog geen anderhalve hectare in de haven van Nagasaki in Japan. Het is in de loop van tijd door landaanwinning deel geworden van het vasteland. 
Dit eilandje was vanaf 1641 tot en met 1859 een Nederlandse handelspost en het enige contact tussen de westerse wereld en het verder grotendeels van de buitenwereld afgesloten Japan. In 1922 werd Deshima aangewezen als Japans cultureel erfgoed. Deshima werd in 2006 heropend als openluchtmuseum met herbouwde bouwwerken.

## Aanleiding

### De eerste bezoeken vanuit het westen aan Japan
In 1543 landde op Tanegashima een kleine Portugese vloot, de eerste Europese schepen die Japan bezochten. In 1549 arriveerde Franciscus Xaverius met een aantal metgezellen in Kagoshima op het eiland Kyushu. Dat was de aanvang van de
missie van de jezuïeten in Japan. Vanaf 1570 werd de haven van Nagasaki geopend voor de handel met de Portugezen. Naast het handeldrijven waren de Portugezen actief in het bekeren van Japanners tot het katholieke geloof. In 1580 droeg de tot het christendom bekeerde Omura Sumitada (die Bartholomeus als doopnaam koos) de jurisdictie van Nagasaki over aan de jezuïeten. Het katholieke geloof kreeg aanvankelijk vaste voet in Japan, en de Portugezen verkregen het de facto monopolie op de zijdehandel met China.

### Begin van de handel met Nederland
In 1598 zonden Pieter van der Hagen en Johan van der Veeken een vloot van vijf schepen uit onder leiding van Jacob Mahu en Simon de Cordes om via de Straat Magellaan Indië te bereiken. Van deze vloot bereikte alleen het schip De Liefde Japan; slechts 24 bemanningsleden, waaronder Jacob Quaeckernaeck, William Adams, Jan Joosten van Lodensteyn en Melchior van Santvoort, hadden de reis overleefd. Zij werden door de shogun Tokugawa Ieyasu met veel belangstelling ontvangen. Quackernaeck en Van Santvoort kregen in 1605 toestemming om Japan te verlaten met een brief, die door Cornelis Matelieff aan de Staten-Generaal werd overhandigd. 

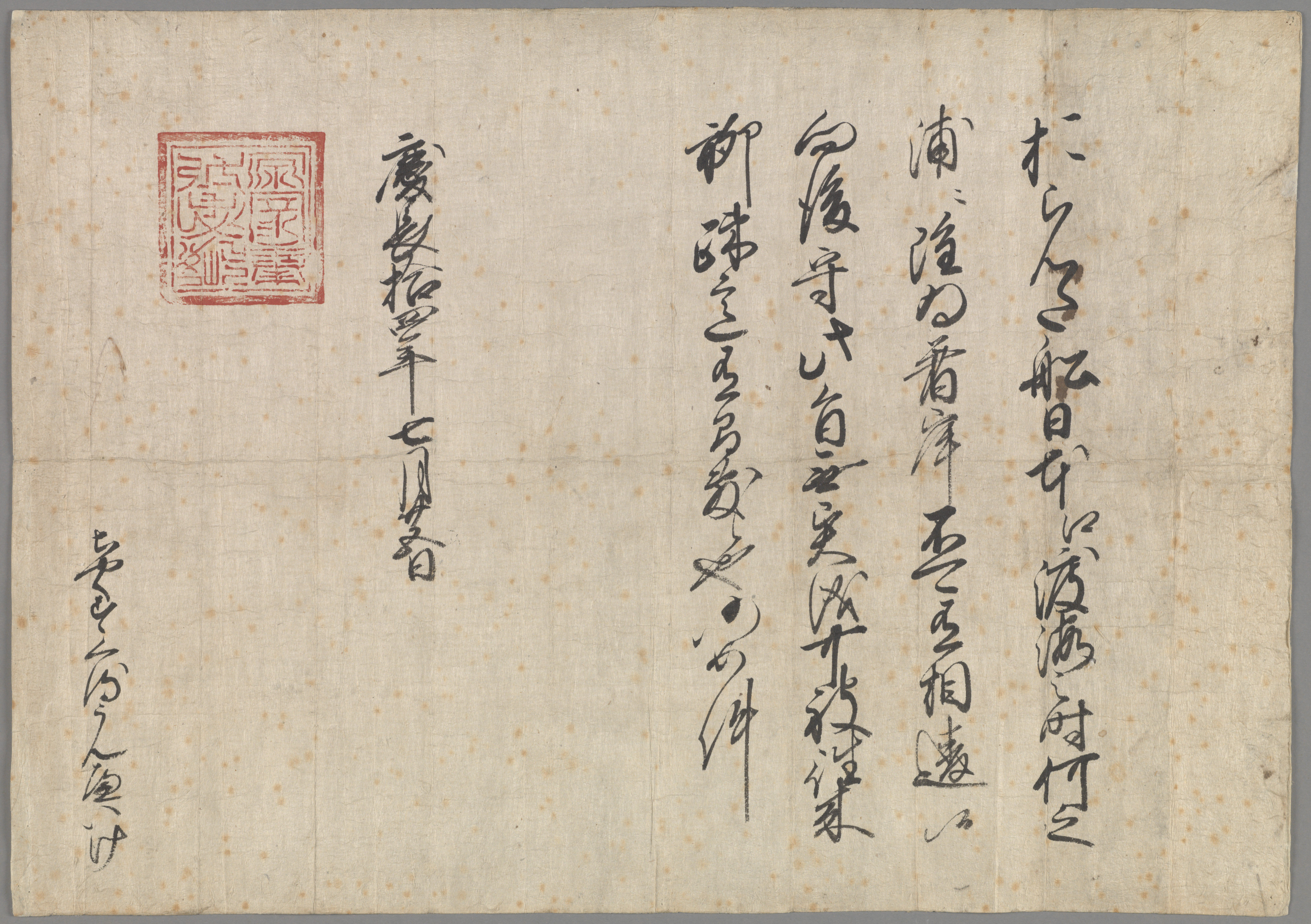
De handelspas die de shogun Tokugawa Ieyasu aan de Nederlanders verstrekte, gaf ze het recht te handelen in alle havens van Japan.

In 1609 gaven de koopmannen Nicolaas Puyck en Abraham van den Broek een brief van Maurits van Oranje aan de shogun, met het verzoek om de Japanse havens voor de Nederlanders open te stellen. De brief viel in goede aarde en de Nederlanders kregen een handelspas voor toegang tot alle havens in Japan. In september van dat jaar huurden de Hollanders een huis op Hirado. Jacques Specx werd het eerste zogenoemde "opperhoofd", de opperkoopman (door de Japanners Oranda Kapitan genoemd naar het Portugese capitão) van deze factorij.
In de beginjaren liet de handel veel te wensen over, maar toen de Nederlanders in 1624 een centraal gelegen handelspost op Formosa openden, ging het beter. Aanvankelijk aasden de Nederlanders ook op de rijk beladen Portugese schepen en Chinese jonken, wat tot een berisping leidde.

### Beleid ten aanzien van christendom
Vanaf 1614 is er sprake van een systematische vervolging van het christendom. Vanaf 1623 is het beleid  onder de shogun Tokugawa Iemitsu gericht op de vernietiging daarvan. Er is door historici veel gepubliceerd over mogelijke verklaringen voor dit beleid. Een van die verklaringen zou de Japanse opvatting zijn, dat men op basis van het voorbeeld van de Filipijnen overtuigd was dat missie en militaire bezetting van een land onlosmakelijk met elkaar verbonden was. Er zijn ook wel enige bewaard gebleven Japanse geschriften, waarin die overtuiging verwoord wordt en om die reden eliminatie van de missie werd bepleit. 
In studies van eind twintigste en begin eenentwintigste eeuw wordt dit argument gerelativeerd. Die studies betogen dat het shogunaat nooit echt de vrees voor een verovering heeft gehad. Die studies gaan meer uit van een combinatie van een door het shogunaat gewenste opstelling van het land en onoverbrugbare culturele tegenstellingen tussen de waarden van het overgrote deel van de Japanse samenleving en het daar door missionarissen gepredikte christendom.  Het christendom werd gezien als een vorm van ernstige heterodoxie, die de juiste ordening van de samenleving bedreigde. Het concept van de Ene Almachtige God was in het Japanse religieuze systeem en denken op zich al geheel afwezig. De notie dat men aan die God een loyaliteit diende te betonen, die uitging boven waarden als bijvoorbeeld kinderlijke gehoorzaamheid en andere gedragsregels werd als onacceptabel beschouwd.
Het shogunaat wenste na ruim een eeuw van burgeroorlog te bouwen aan een welvarend en vooral stabiel Japan. In die opvatting paste een tot het minimum terugbrengen van buitenlandse invloeden. In 1639 werd het besluit van de sakoku genomen en uitgevoerd dat tot 1867 een vrijwel gehele afsluiting van Japan voor de buitenwereld tot resultaat had. Japanners werd verboden het land te verlaten. Naast Chinese en Koreaanse schepen konden alleen Nederlandse schepen via de handelspost op Dejima nog handel drijven in het land. De eliminatie van de missie en het christendom is in die visie slechts een onderdeel van dat beleid.
In 1639 werden de Portugezen het land uitgezet en vaardigde de shogun een verbod uit op handel met de Portugezen, op straffe van de dood. Toen in de zomer van 1640 toch nog een Portugese delegatie Japan bezocht om hun zaak te bepleiten, werden zestig mannen zonder pardon geëxecuteerd. Slechts dertien bemanningsleden keerden terug naar Macau om het slechte nieuws te verkondigen. De steun van Nederlanders in de strijd tegen Japanse christenen, zoals bij de Shimabara-opstand en het afzien van openlijke geloofsuitingen heeft er waarschijnlijk aan bijgedragen dat zij als enige Europeanen in Japan actief konden blijven.

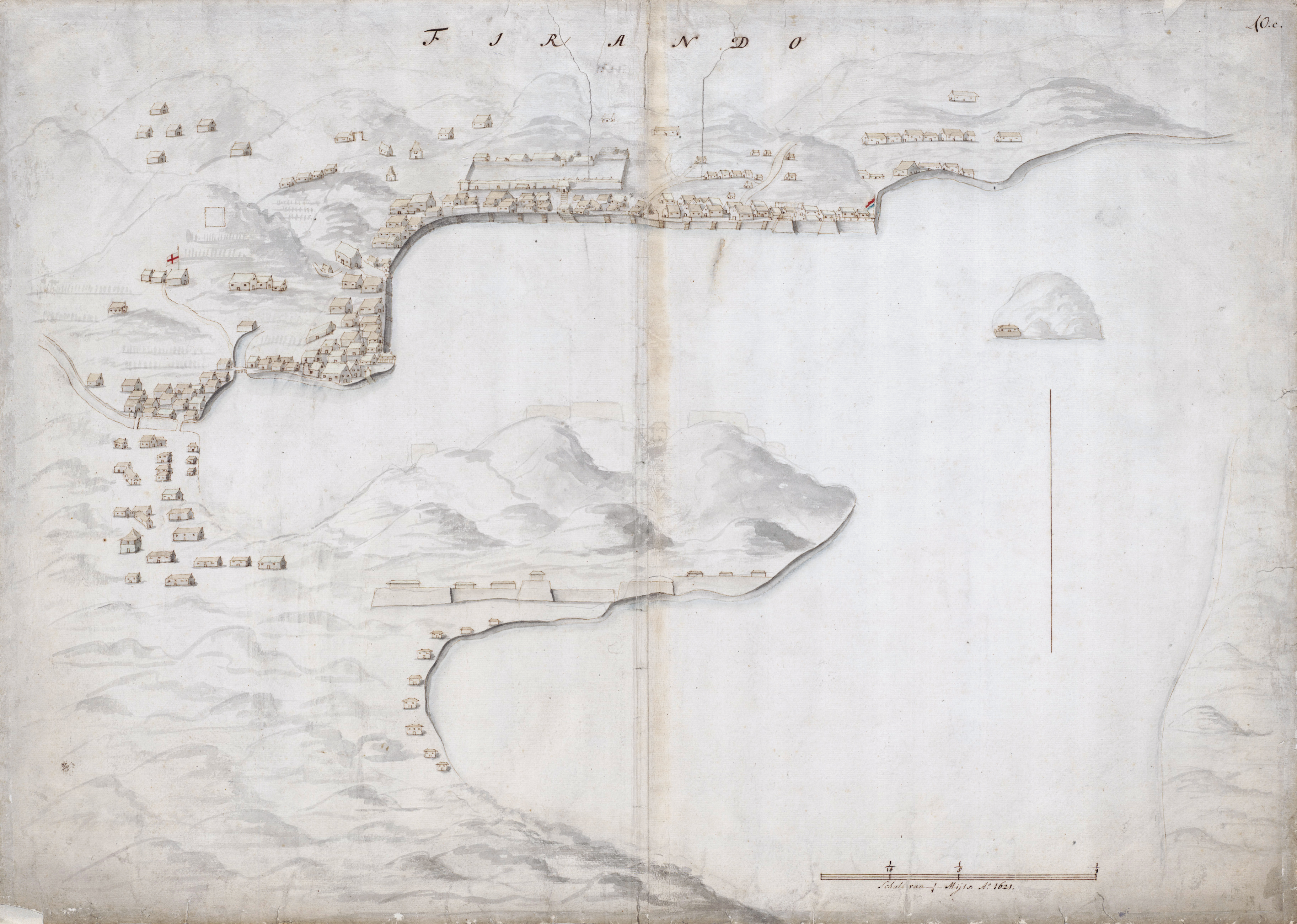
Kaart van Hirado in 1621. Rechts de vlag van de VOC factorij. Links de vlag van de Engelse factorij, gesticht in 1613 en 10 jaar later gesloten.

### Restricties voor Nederlandse handel
Aanvankelijk leek het de Nederlanders dat aan hen geen restricties zouden worden opgelegd, maar in november 1640 verscheen de inspecteur-generaal Inoue Masashige om de Nederlandse factorij in Hirado te inspecteren. Nadat hij alle opslagplaatsen en woonhuizen had doorzocht naar christelijke objecten, beval hij het opperhoofd François Caron dat een nieuw gebouwd pakhuis van de VOC moest worden afgebroken. De shogun zou zich geërgerd hebben aan het onbeschaamde gedrag van de Hollanders en de luister van het gebouw, dat zelfs een jaartal met het jaar des Heren vertoonde op de gevel. Dit laatste was niet alleen een christelijke uiting, maar werd ook opgevat als een belediging van de shogun omdat dit het tijdperk van de Japanse dynastie zou ontkennen. Bovendien werd het de Nederlanders opgedragen om jaarlijks een nieuw opperhoofd aan te stellen, om te voorkomen dat er te nauwe banden tussen de Nederlanders en de Japanners zouden ontstaan.

## De eerste 10 jaar
De eerste 10 jaar op Deshima begon met de afbraak van de gebouwen in Hirado, hetgeen door Maximiliaan le Maire ten uitvoer is gebracht. Toen hij in zijn functie als het nieuwe opperhoofd in het voorjaar van 1641 een bezoek aan het hof in Edo bracht, werd hem door de bakufu (het Shogunaat) opgedragen de factorij te verplaatsen van Hirado naar het schiereiland Deshima, waar voorheen de Portugezen waren opgesloten en waar zij hun vestiging hadden. Op 9 juni bezocht Le Maire het eiland om de verhuizing voor te bereiden. Deshima omvatte toen zeven verlaten woonhuizen en acht pakhuizen. De verhuizing begon op 12 juni.
De Nederlanders leefden op Deshima onder strikte beperkingen. Het eilandje, dat ongeveer zo groot was als de Dam van Amsterdam, was slechts via één brug toegankelijk.
Er mocht maar een beperkt aantal (10 tot 15, op zijn hoogst 20) Nederlanders op het eiland verblijven en, met uitzondering van een jaarlijks bezoek aan de shogun in Edo, mochten zij niet van hun eilandje af. De bezetting bestond in het handelsseizoen van augustus tot november doorgaans uit een opperhoofd (opperkoopman), een tweede koopman, enkele onderkooplieden en een aantal assistenten, waaronder de dokter. Aan het eind van het handelsseizoen vertrokken de tweede koopman en enkele van de onderkooplieden en assistenten weer naar Batavia.

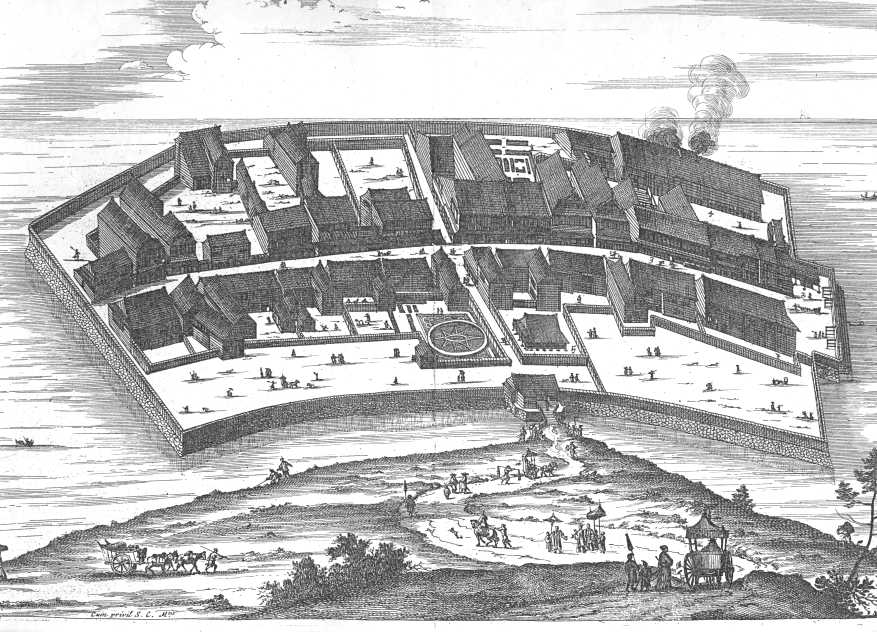
Deshima in het midden van de zeventiende eeuw. Uit: Arnoldus Montanus, 'Gedenkwaerdige Gesantschappen' (1669)

De bezetting van Deshima stond onder voortdurende controle van Japanse otana's (wijkmeesters) en metsukes (controleurs van de shogun), door de VOC-dienaren dwarskijkers genoemd. Op het eiland werkten ongeveer 270 Japanners, waaronder 150 vertalers. De overige Japanners kwamen voor de dagelijkse gang van zaken. Het waren onder andere leveranciers van voedsel, koks, bedienden, brandwachten, poortwachters en dragers.
In Hirado waren enkele Nederlanders relaties met Japanse vrouwen aangegaan. Dat de wind echter uit een andere hoek zou gaan waaien was twee jaar voor de gedwongen verhuizing naar Deshima al duidelijk geworden, toen de Nederlanders die met Japanse vrouwen waren getrouwd Japan moesten verlaten en alle Japanse echtgenotes met hun kinderen werden verbannen. Op Deshima beperkte het contact met het vrouwelijk geslacht zich slechts tot de prostituees, die ook wel als hulp in de huishouding dienstdeden. Het in het openbaar belijden van het christelijk geloof werd verboden. Bijbels en andere christelijke lectuur werden bij aankomst van een Nederlands schip in vaten gestopt en verzegeld, en zelfs de overledenen mochten niet op Japanse bodem worden begraven, maar kregen een zeemansgraf voor de kust van Nagasaki. Ook wapens en munitie werden tot aan het vertrek in beslag genomen. Deze beperkingen (met uitzondering van het zeemansgraf) zouden tot 1850 in stand blijven.
Aan de andere kant was Deshima door deze beperkingen wel de veiligste factorij in Azië en vooral in de beginjaren maakten de Nederlanders aanzienlijke winsten op de handel.

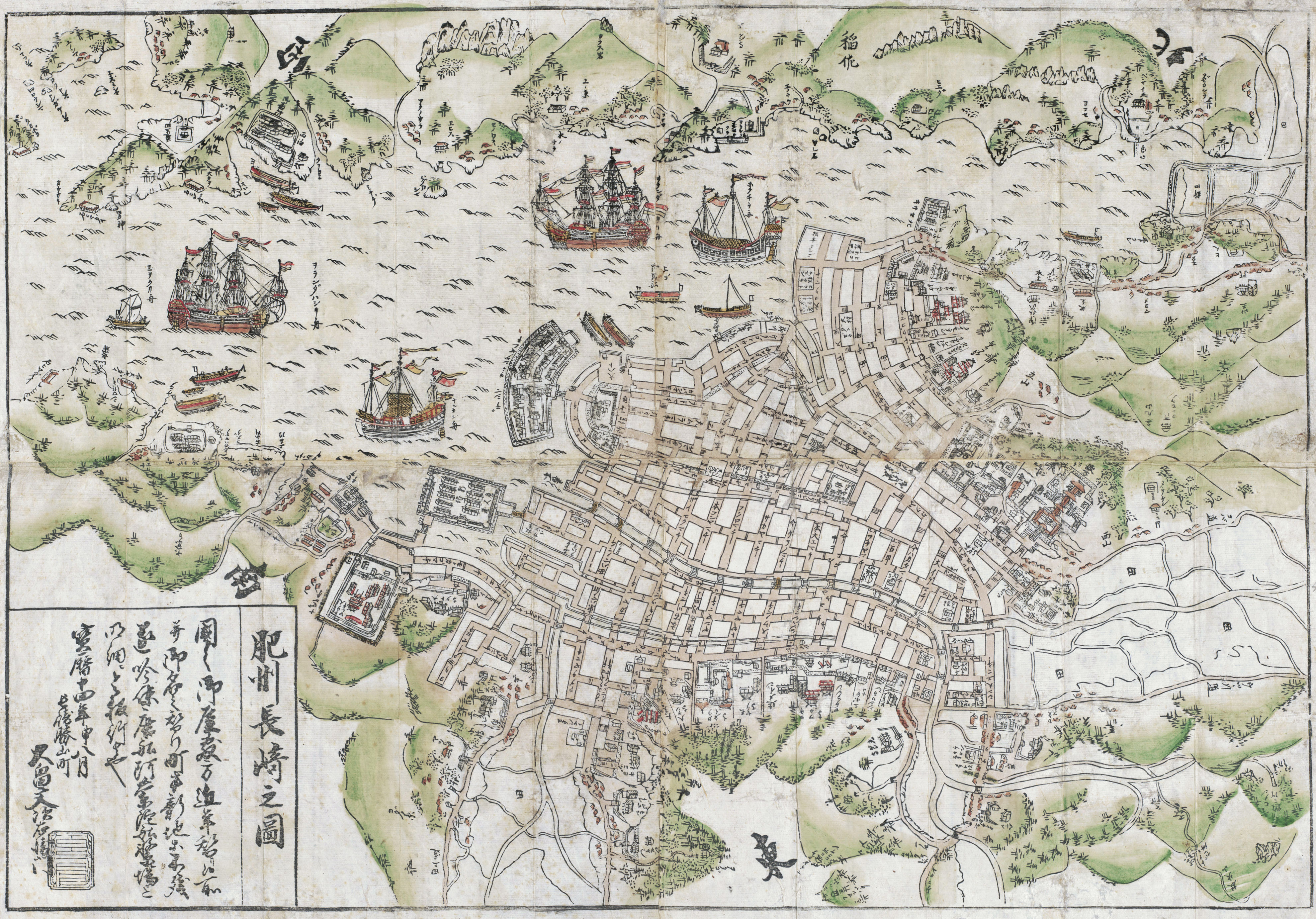
Plattegrond van de Stad van Nakasaki met Deshima en de Chinese factorij. Vanaf 1688 werd het de Chinezen, net als de Hollanders, alleen maar toegestaan vanuit hun factorij te handelen.

In het hele tijdperk tot 1853 was Deshima het enige officiële punt van contact van het keizerrijk met de westerse wereld, maar de Nederlanders moesten met lede ogen toezien hoe de Chinezen in staat waren aan het monopolie te ontkomen. Al sinds 1547 gold een verbod, uitgevaardigd door de Chinese Ming-dynastie, op directe handel tussen China en Japan. De Portugezen waren in Japan daardoor een belangrijke tussenpersoon geworden in de handel van Chinese zijde voor Japans zilver. Nadat de Portugezen verdreven waren uit Japan, stapten de Nederlanders in de winstgevende zijde-voor-zilver handel, maar moesten meer en meer ervaren dat Chinezen een deel van die handel innamen. In 1640 importeerden de Nederlanders nog voor ruim zes miljoen gulden uit China, een jaar later was dat naar nog maar een miljoen.
Hoewel de Nederlandse handelspost met zijn handelsmonopolie voor de VOC bijzonder winstgevend was, heeft ook Japan veel aan de Nederlanders op Deshima te danken. De Nederlandse schepen brachten namelijk boeken en andere informatie die Japan in staat stelde meer over de buitenwereld te leren en in het bijzonder kennis te nemen van de in opkomst zijnde Europese wetenschap.
In de beginjaren speelde de inspecteur-generaal Inoue Chikugo-no-kami Masashige een belangrijke rol in het Japanse contact met de Nederlanders. Inoue was door de shogun aangesteld om het christelijke vraagstuk in Japan voorgoed op te lossen en hij was tevens aangesteld om de verhuizing van de Nederlanders naar Deshima te bewerkstelligen. Inoue gebruikte de Nederlanders om een oog op de Portugezen te houden, terwijl de Nederlanders hem gebruikten om al te ijverige keizerlijke ambtenaren van zich af te houden. Vrijwel al het contact tussen de Nederlanders en het hof van de shogun verliep op een gegeven moment via hem, en beiden hadden er voordeel bij. Door de Nederlanders voortdurend te ondervragen kreeg Inoue een goed beeld van de wereld buiten Japan, en de eventuele bedreigingen van Portugese of Spaanse kant. De Nederlanders waren op hun beurt door hem voorbereid op lastige vragen die van de zijde van het hof zouden kunnen komen.

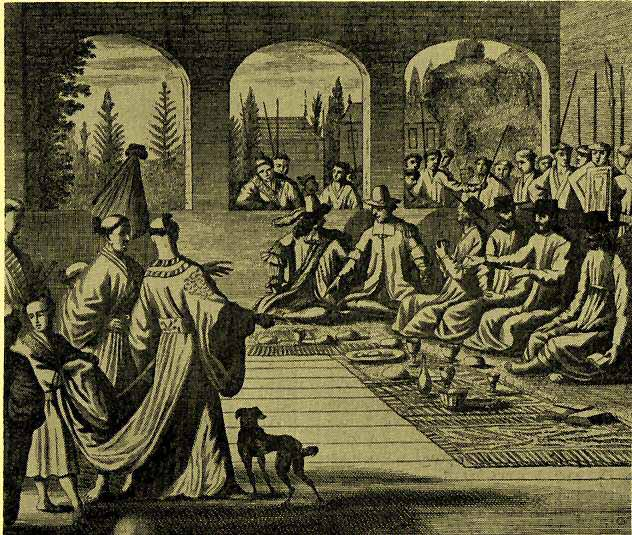
Ondervraging van de bemanning van de Breskens. Op de voorgrond twee Japanse ondervragers. Tegenover hen de vier jezuïeten van de tweede Rubino-groep, links van hen Cristóvão Ferreira in gesprek met de kapitein van de Breskens Hendrick Cornelisz Schaep

De affaire rond het schip Breskens, dat in 1643 op een tocht naar Cathay en Tartarije per ongeluk op de Japanse kust was geland, speelde in 1647 weer op. De bemanning van de Breskens was in 1643 gevangengenomen op verdenking van het verspreiden van het katholieke geloof in Japan. Hun aankomst in Japan was samengevallen met de aankomst van de zgn. tweede Rubino-groep, een aantal jezuïeten die vanuit Manilla naar Japan was gereisd in een doldrieste poging de apostaat Cristóvão Ferreira, voormalig hoofd van de missie van de jezuïeten in Japan, te bewegen terug te keren van zijn geloofsafval. In Edo werd de bemanning een aantal malen ondervraagd. Inoue had zich ingespannen om de zaak recht te trekken. Hij had al eens laten merken dat hij vond dat de Nederlanders als blijk van waardering een gezant van het Nederlandse hof zouden moeten sturen. Dit was echter nooit gebeurd. Een incident in 1647 leidde ertoe dat Inoue bijna zijn positie aan het hof in Edo verloor. In de zomer verscheen namelijk totaal onverwacht een Portugese ambassadeur in Nagasaki in een poging om de handelsrelatie te herstellen. Door dat incident werd enerzijds pijnlijk duidelijk hoe machteloos het keizerlijke leger eigenlijk was tegenover de Portugese galjoenen, en anderzijds werd duidelijk dat Inoue niet goed geïnformeerd was. Het incident verzwakte zijn positie aan het hof. Om het vertrouwen van de shogun te herwinnen beschuldigde hij de Nederlanders ervan de hand in de zaak te hebben gehad, en dat zij tot op dat moment nog steeds geen speciale gezant hadden gestuurd om hun dankbaarheid te tonen voor hun soepele opstelling in de afhandeling van de Breskens-affaire. Opperhoofd Frederick Coyett werd op zijn jaarlijkse hofreis in 1647 te kennen gegeven dat de shogun dit jaar geen geschenken van de Nederlanders zou aanvaarden omdat hij ontstemd was over het uitblijven van de gezant. Het was Coyett duidelijk dat er actie moest worden ondernomen. In 1649 arriveerde eindelijk de lang verwachte gezant, Peter Blokhovius, hoewel deze tijdens de reis was overleden. Dat hij slechts een marionet was, konden de Japanners wellicht vermoeden, maar niet bewijzen. Desalniettemin meldde Inoue dat de twee jaar durende verkoeling in de verstandhouding voorbij was.

## De hofreizen

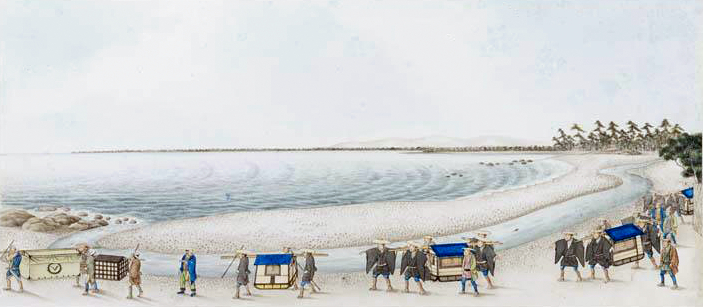
Hofreis van Deshima naar Edo in het jaar 1826. Prent van Keiga Kawahara

Op de verlanglijst van de shogun stonden allerlei luxeartikelen die soms in detail werden uitgebeeld.

De Hollanders verkregen het privilege om ieder jaar op audiëntie te gaan bij de shogun te Edo. Op deze hofreis werd aan de shogun en andere belangrijke gezagsdragers eer bewezen door geschenken aan te bieden. De eerste hofreis vond plaats in 1609, en vanaf 1633 was het een jaarlijks terugkerende gebeurtenis. Toen de Nederlanders naar Deshima waren verplaatst was de hofreis soms een welkome afwisseling in het doorgaans saaie leven op het eilandje, maar in plaats van een voorrecht werd de hofreis in de loop der tijd een last, enerzijds omdat er nogal wat kosten aan verbonden waren, en anderzijds omdat de reis zo'n 2000 km lang was en voor een belangrijk deel over land ging. Een hofreis duurde ongeveer drie maanden, waarvan twee tot drie weken aan het hof werden besteed.
Het opperhoofd had gedurende de reis een rang op het niveau van een daimyo, omdat die status vereist was voor ontvangst door de shogun. De kleine groep Hollanders werd vergezeld door een menigte Japanse dragers, tolken, bedienden en herauten. De shogun diende van tevoren een verlanglijst in, de zogenaamde "Eisen van de Keizer", waarin in detail werd beschreven welke geschenken werden verwacht. Tokugawa Ieharu bestelde bijvoorbeeld in 1765 drie Perzische hengsten die niet ouder dan negen jaar en gedresseerd moesten zijn en precies omschreven werden. Typische geschenken waren textiel, uurwerken, telescopen, boeken, exotische dieren en rariteiten. De shogun bood traditioneel 30 kimono’s van zijdebrokaat aan als tegengeschenk. 
Het opperhoofd werd geacht nauwgezet de strenge hofetiquette te volgen. Aangekondigd als Oranda Kapitan, moest hij langs de opeengestapelde geschenken naar de dais kruipen waar de shogun was gezeten, verborgen achter een latwerkgordijn. Hij mocht geen geluid uitbrengen en moest langs dezelfde weg terugkruipen. Hoewel traditioneel beschouwd als vernederend, gaf deze ceremonie ook blijk van een gepriviligieerde status. Na de officiële audiëntie was er plaats voor een minder formele ontmoeting in het appartement van de shogun, in aanwezigheid van leden van de Bakufu.
Het was ook gebruikelijk om geschenken mee te nemen voor hoge Japanse ambtenaren. In 1785 bestelde de Commissaris voor de vreemdelingen bijvoorbeeld een hondje: een reu, 20 duim groot met een krul in de staart, en de gouverneur van Nagasaki vroeg in 1814 onder andere een slingeruurwerk, een trompet en een globe.
In 1790 werd overeengekomen dat de hofreis nog maar eenmaal per vier jaar ondernomen hoefde te worden, maar dat onthief de Hollanders niet van de verplichting om jaarlijks geschenken aan te bieden.

## Handelsverkeer

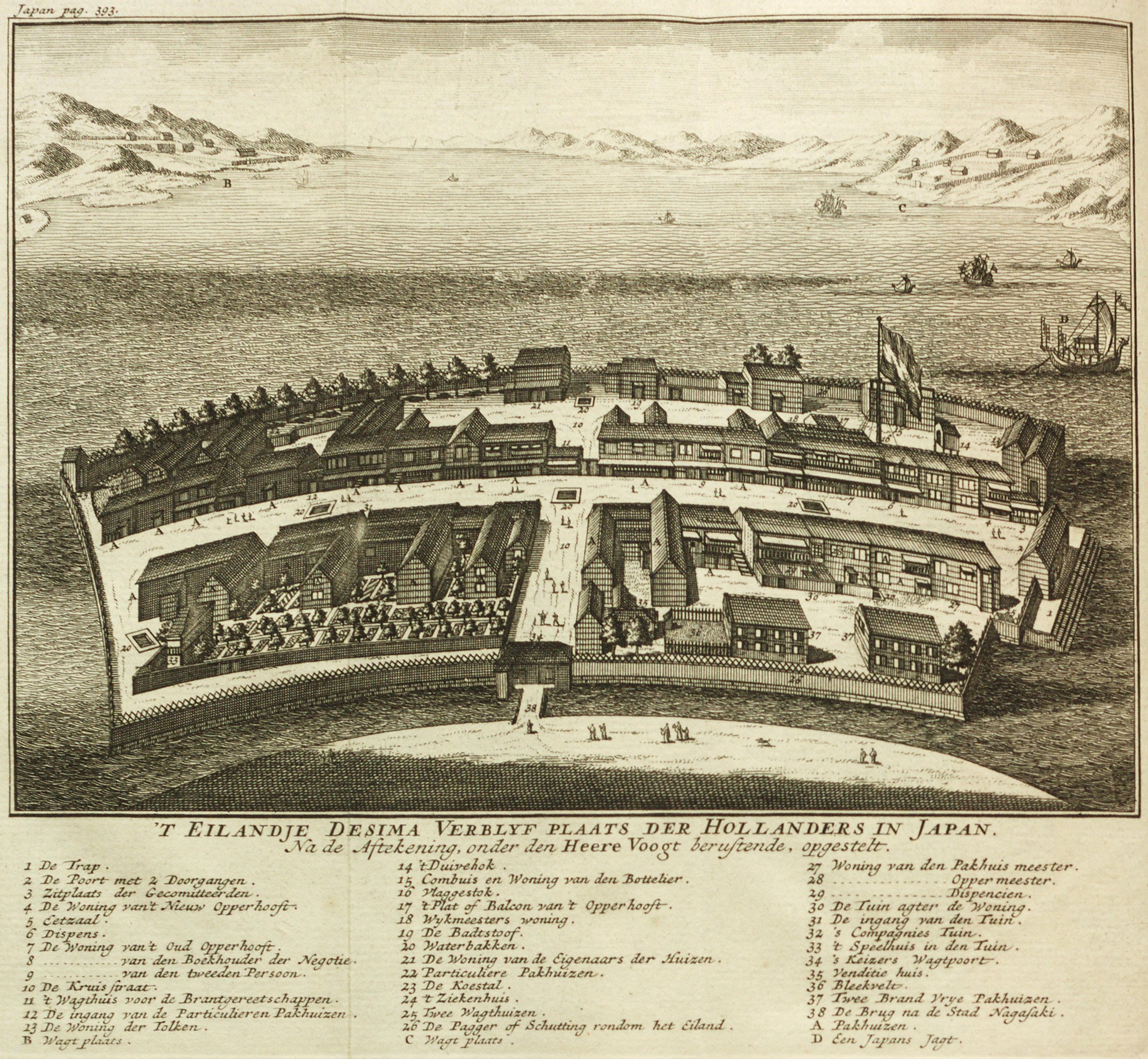
Overzichtskaart van Deshima, uit Thomas Salmon (1729), Hedendaegsche historie, of tegenwoordige staet van alle volkeren

Het ritme van het handelsjaar werd bepaald door de schepen die van Batavia naar Deshima voeren. Eind juni van elk jaar vertrokken twee of drie schepen voor hun reis van een maand naar Deshima, waarna er gedurende ongeveer drie maanden werd gehandeld. Daarna, eind oktober tot medio november, werden de boeken opgemaakt. Het opperhoofd droeg zijn taken over aan zijn opvolger die met de schepen uit Batavia was meegekomen. Vervolgens keerden de schepen terug naar Batavia waar zij rond de jaarwisseling aankwamen. Zodra de schepen Deshima hadden verlaten werd op het eilandje de hofreis voorbereid, die dan in het voorjaar (februari t/m mei) werd uitgevoerd. Zodra de hofreis achter de rug was werd van mei tot augustus het volgende handelsjaar voorbereid.
Privéhandel was in het hele VOC-domein verboden, maar op verzoek van het bestuur van Nagasaki door de Heren Zeventien met tegenzin op Deshima toegestaan. Het werd gevraagd door het stadsbestuur omdat de kleine kooplui van de stad, die niet in staat waren zich met bulkhandel bezig te houden, zo toch een kans kregen om deel te nemen aan handel. Naast de "Kompshandel", de bulkhandel van de VOC, bestond er daarom de zogenaamde "Kambanghandel", een gereguleerde en gelimiteerde kleinhandel waarin Japanse kooplui en VOC-medewerkers deelnamen. De beperking tot een bepaald maximum leidde tot grootschalige smokkel; de op heterdaad betrapte Japanners werden vaak geëxecuteerd, de Nederlanders verbannen uit Japan.
De Nederlanders namen vooral in de beginperiode de lucratieve zilver-voor-zijdehandel over van de Portugezen. De zijdeproducent China had in 1547 een verbod op de handel met Japan afgekondigd als gevolg van het roofzuchtige gedrag van piraten in de Chinese kustwateren. De Portugezen hadden dit gat opgevuld door op Macau als tussenpersoon op te treden; zij kochten er Chinese zijde en verkochten het aan Japan voor zilver. Nadat de Portugezen de toegang tot Japan was ontzegd, konden de Nederlanders met een marktplaats op Formosa deze positie overnemen. Toch heeft er op de zijdehandel geen echte monopoliepositie voor de VOC bestaan omdat in Nagasaki ook een handelspost voor de Chinezen was gevestigd. Bovendien moesten de Nederlanders zich aan het pancadosysteem houden dat al in 1604 voor de Portugezen was ingesteld. Het hield in dat de uit China geïmporteerde zijde in Japan alleen voor een prijs mocht worden verkocht, die door een groep kooplieden uit de vijf keizerlijke steden Edo, Osaka, Kyoto, Sakai en Nagasaki was vastgesteld. In 1640 importeerden de Nederlanders nog voor ruim zes miljoen gulden aan zijde uit China, een jaar later was dat nog maar een zesde.
Naast zijde werd uit het Aziatisch handelsgebied hout, huiden, lood, kwik, tin, suiker, specerijen, textiel en grondstoffen geïmporteerd. Japan zelf exporteerde zilver, goud, koper, kamfer, sake en soja. De producten die uit Europa kwamen en dienden als giften tijdens de hofreizen, zoals boeken en wetenschappelijke instrumenten, werden ook geïmporteerd voor de handel in Japan. Het Japanse zilver gaf de Nederlanders in het Aziatisch gebied een belangrijk handelsvoordeel tegenover de overige Europese naties, die het zilver voor een deel moesten invoeren uit andere delen van de wereld. In 1668 verbood Japan echter de zilverexport.
Osaka, een belangrijk handelscentrum voor koper, werd op de jaarlijkse hofreis altijd aangedaan. Koper was een gewild metaal in Azië en leverde de Nederlanders grote winsten op, maar na de 17e eeuw beperkte Japan de uitvoer van koper tot twee schepen per jaar. Toen de handel in chinees porselein door interne strijd in China stilviel, begon Zacharias Wagener rond 1659 met het exporteren van Japans porselein uit Hizen, nadat hij voorbeelden had laten maken van Europese kannen en kruiken.

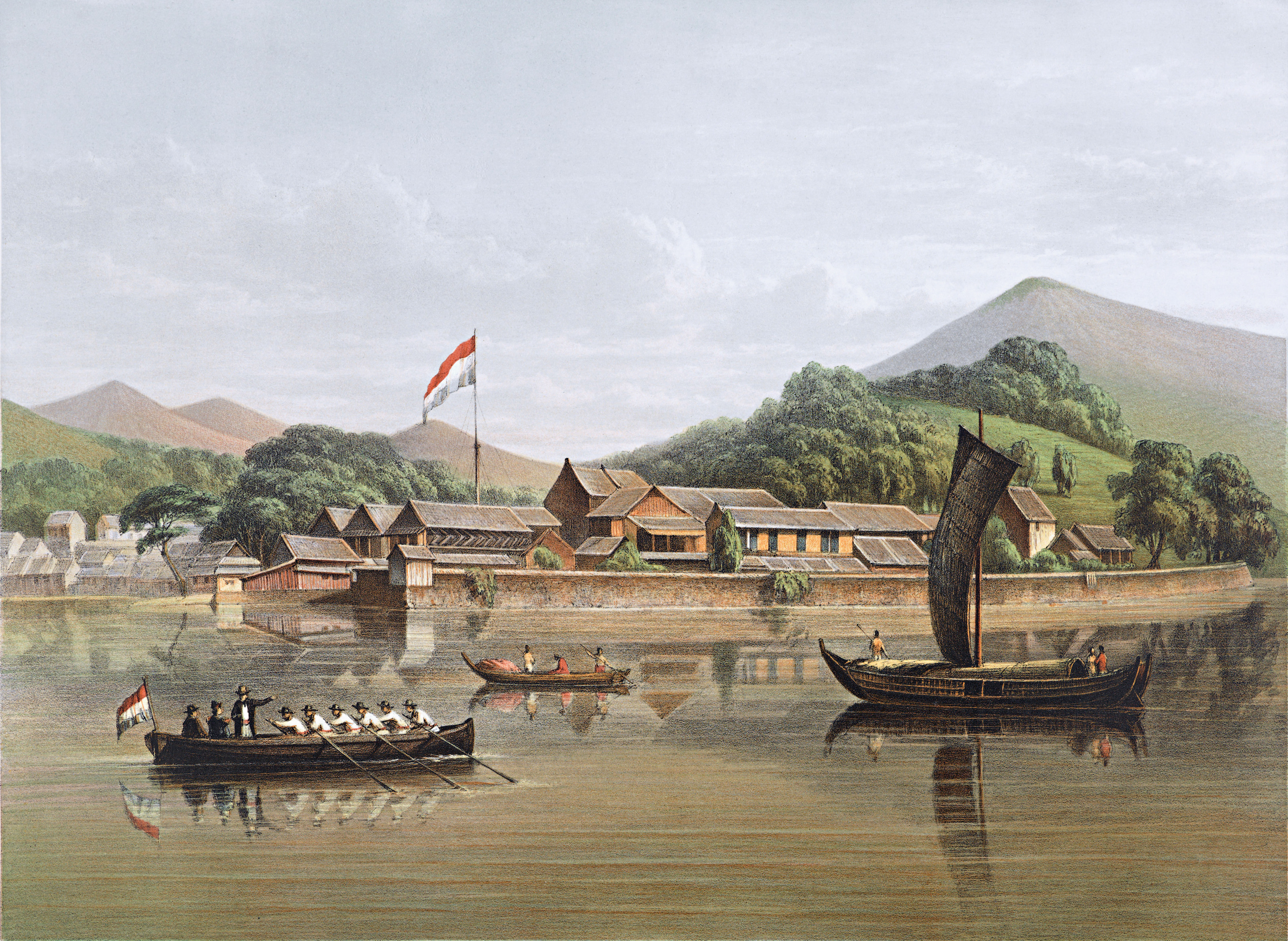
Zicht op Deshima, 19de eeuw (Johan Maurits, graaf van Lijnden)

Het grootste aantal Nederlandse schepen dat in enig jaar de haven van Nagasaki binnenkwam, was 43 stuks in 1658. Daarna zouden er elk jaar zo'n 3 tot 7 schepen de haven binnenvaren. Vanaf 1715 werden dit aantal beperkt tot 2 per jaar en werden handelssancties opgelegd. Tijdens de Bataafse Republiek en de overname van de Nederlandse kolonies door de Engelsen, kwam de handel voor een aantal jaren tot stilstand en leed de handelspost verlies. Hendrik Doeff wist Deshima uit handen van de Engelsen te houden; Deshima was in deze periode samen met Kanton de enige plek in Azië waar de Nederlandse vlag bleef wapperen.
Na 1840 was er nauwelijks nog sprake van handel, maar fungeerde Deshima meer als een diplomatiek steunpunt in de openstelling van Japan voor de westerse wereld.

## Kennisuitwisseling
Ondanks de aan zichzelf opgelegde isolatie van de buitenwereld ontstond in Japan een grote interesse voor westerse kennis. Al in 1609 schonk het eerste opperhoofd van Hirado, Jacques Specx, twee kanonnen met munitie aan de shogun, en liet er zijn mannen lessen in ballistiek geven. De wensenlijst van de shogun voor de jaarlijkse hofreis bevatte regelmatig boeken en wetenschappelijke instrumenten, zoals telescopen of barometers.

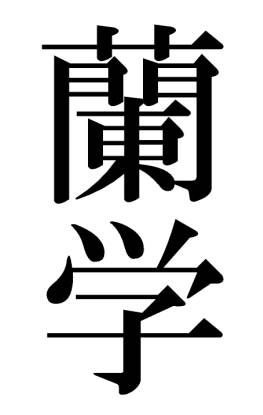
Japanse ideogrammen voor "Rangaku".

Uit de groep van Japanners die de Nederlanders in de gaten moesten houden, de tolken, wijkmeesters en inspecteurs ontstond een groep Rangakusha, Hollandologen of Nederlandkundigen, die westerse boeken begonnen te vertalen, wat eenvoudiger werd toen in de loop van de 18e eeuw het importverbod op boeken werd ingeperkt. Het keerpunt zou in 1774 komen te liggen toen enkele Japanse geleerden het anatomische werk Ontleedkundige Tafelen van Johann Adam Kulmus vertaalden. Na deze publicatie verschenen vele andere werken in vertaling. Het vertaalwerk zou samengaan met publicaties van verschillende woordenboeken en studies van de Nederlandse taal. In de Japanse taal zijn als gevolg van de rangaku een aantal Nederlandse woorden ingeburgerd geraakt. Vaak zijn het woorden waarvoor in het Japans geen equivalent bestond, maar soms hebben Nederlandse woorden de Japanse variant verdrongen. Kokku (kok) is het oudste Japanse woord dat uit het Nederlands is overgenomen (1615).
In 1650 reisde de compagnie-arts Caspar Schamberger naar Edo om onderricht in westerse geneeskunde te geven. Hoewel Schambergen niet het wetenschappelijk niveau had van sommige artsen die hem zouden volgen, werd hij er de grondlegger van de Casparschool (Kasuparu-ryu) die tot 1867 zou blijven bestaan. De Casparschool was slechts een van de verschillende geneeskundige scholen die in de loop der tijd in Edo werden opgericht.
Naast westerse geneeskunde ging de interesse van de Japanse geleerden uit naar astronomie, wiskunde, natuur- en scheikunde, biologie, farmacologie, geografie, landmeetkunde en krijgskunde.
De Hollandse kooplieden hadden over het algemeen weinig belangstelling voor de Japanse taal en cultuur, wat mede veroorzaakt werd door het feit dat de meesten slechts kort op Deshima verbleven. Het waren in het bijzonder de artsen en sommige opperhoofden die studie maakten van Japan.
- François Caron arriveerde als koksmaat in 1619 te Hirado maar bracht het door zijn kennis van de Japanse taal tot het laatste opperhoofd van de factorij in Hirado. Hij publiceerde Beschrijvinghe van het Machtigh Coninckryk Japan.
- Engelbert Kaempfer, die van 1690 tot 1692 in dienst was in Japan schreef in zijn Beschryving van Japan van 1733 dat hij zijn informatie voor een belangrijk deel te danken had aan de tolken en opzieners van het eiland.
- Carl Peter Thunberg, die van 1776 tot 1777 in Japan bleef, deelde zijn kennis van geneeskunde met tolken, maar ook met rangaku geleerden van Edo.

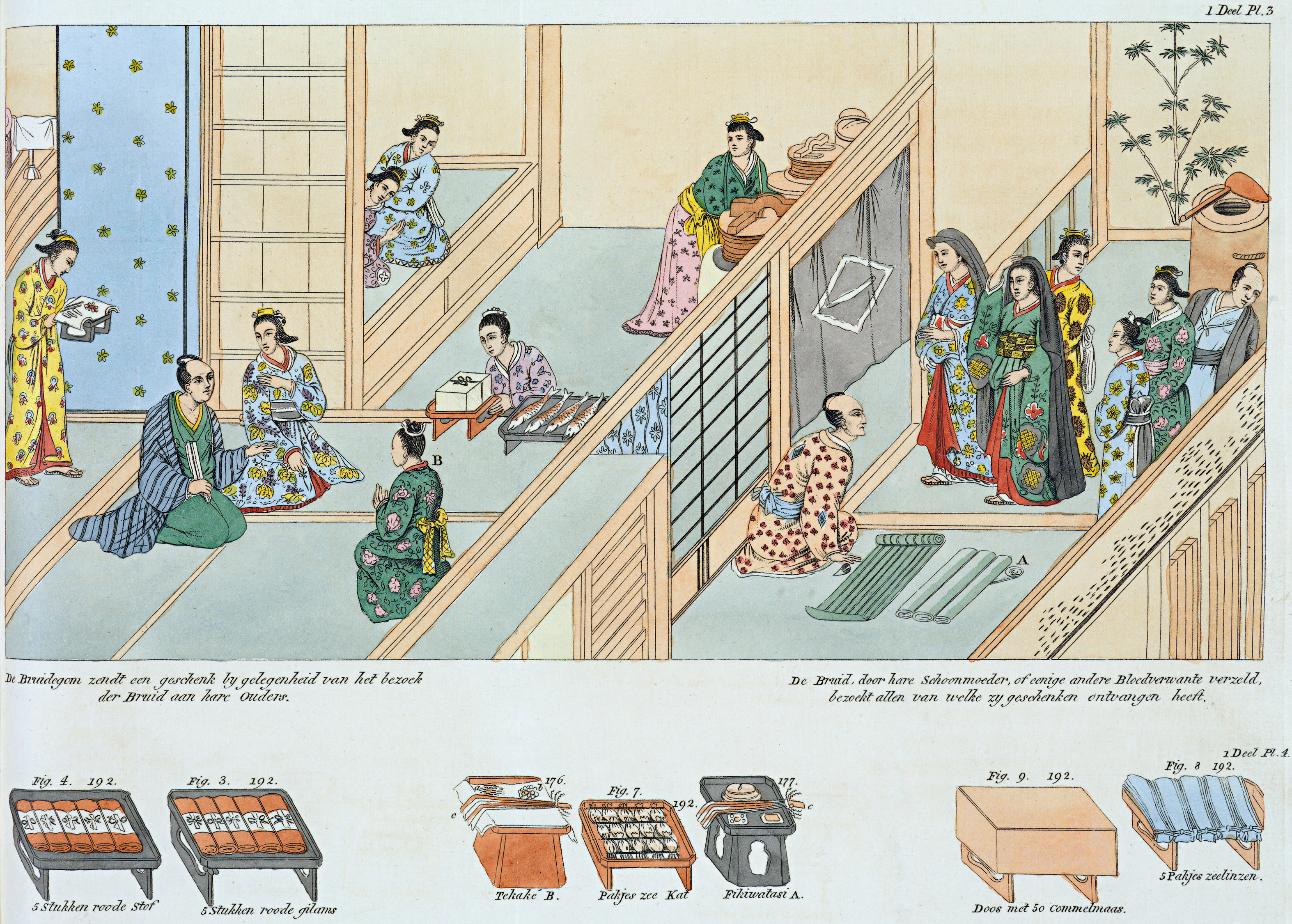
Een huwelijksprotocol. (Isaac Titsingh).

- Isaac Titsingh, die driemaal opperhoofd was op Deshima, vertaalde (of liet vertalen) het geschiedwerk Nipon õdai ichiran (Annales des Empereurs du Japon). Ook droeg hij bij aan de kennis over Europa onder de Japanse geleerden.
- Onder Hendrik Doeff, die vanwege de Franse bezetting bij uitzondering van 1803 tot 1817 opperhoofd was, werd een Nederlands-Japans woordenboek vervaardigd, getiteld Dōyaku haruma, oftewel Halma, vertaald door Doeff, gebaseerd op een Nederlands-Frans woordenboek van François Halma. Doeff publiceerde in 1833 Herinneringen uit Japan.
- De factorij-arts Philipp Franz von Siebold verrichtte tijdens zijn verblijf van 1823 tot 1830 belangrijk wetenschappelijk werk. Hij publiceerde over de flora en fauna van Japan, land- en volkenkunde en de taal. Siebolds verzameling, die uit duizenden planten, dieren, mineralen en tekeningen bestond, stond aan de oorsprong van het Museum Volkenkunde in Leiden. Zijn dochter uit een relatie met een Japanse vrouw werd overigens de eerste vrouwelijke arts in Japan.
- Jan Hendrik Donker Curtius, het laatste opperhoofd van Deshima, schreef Proeve eener Japansche Spraakkunst dat in de Dejimaperiode wel als het hoogtepunt in de studie van het Japans wordt gezien.

Dankzij de rangaku was Japan als grote mogendheid in de tweede helft van de negentiende eeuw in staat de overname en aanpassing aan de westerse wetenschappen voorspoedig uit te voeren.

## Sociale contacten

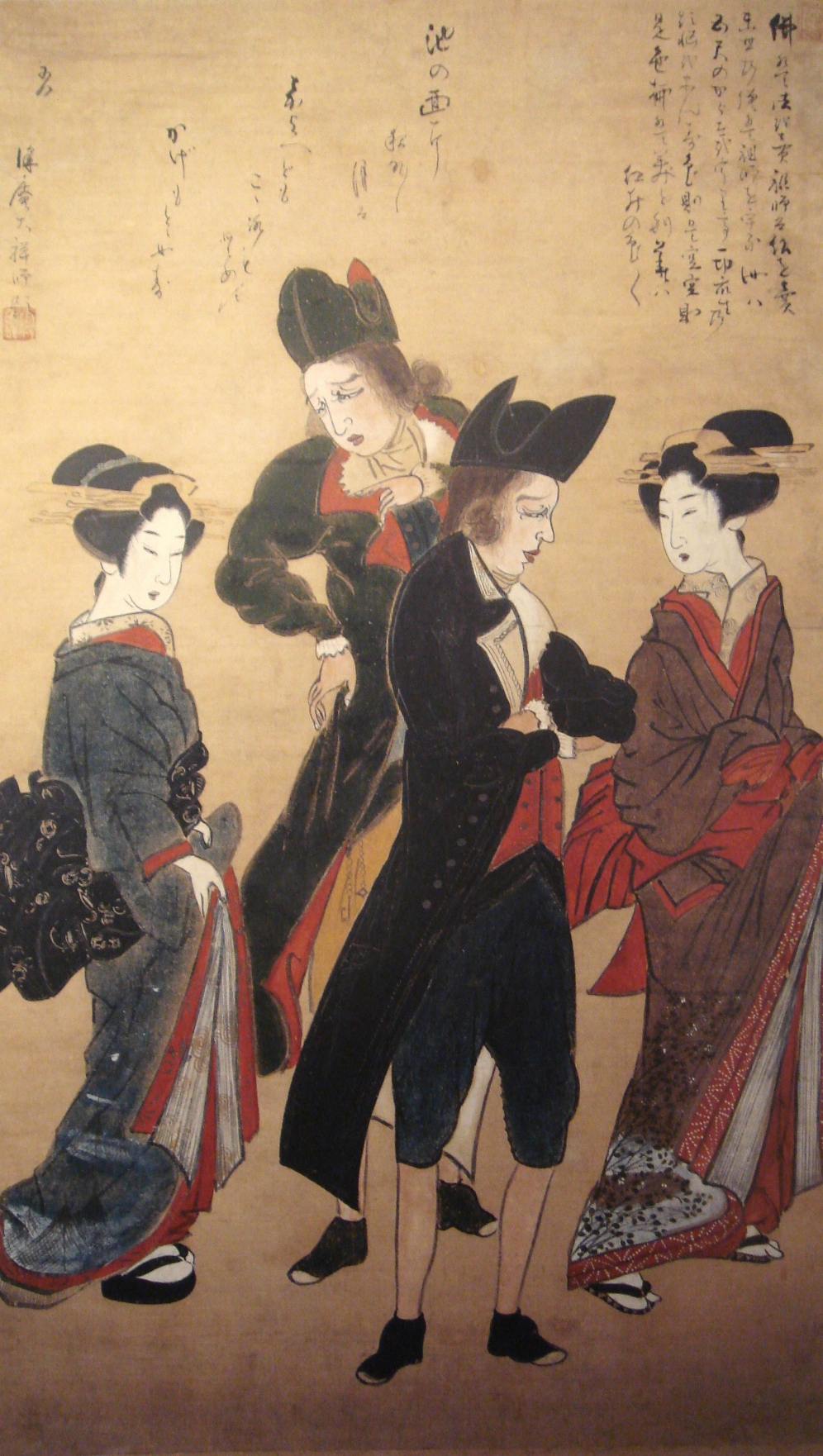
Nederlanders met keiseis (ca. 1800)

Het beeld dat Japanners van Nederlanders hadden wisselde van roodharige barbaren tot een volk dat toch wel een zekere cultuur bezat. Hirata Atsutane (1776-1873) schrijft dat de Nederlanders lang zijn, met een lichte huid, grote neus en sterretjes in de ogen. Ze lachen graag, zijn zelden boos, en zijn niet vies zoals de Chinezen. Ze hebben hondenogen en bij het urineren lichten ze, net als een hond, een been op. Ze hebben geen hiel, waarvoor ze een hak aan de schoen dragen. Ze leven niet lang, ze worden zelden ouder dan 50, terwijl een Japanner bij uitzondering 100 kan worden. Hij bewondert het feit dat ze een volk zijn dat zich toelegt op studie en fundamenteel onderzoek in geneeskunde, astronomie en geografie.

### Prostituees
Op Deshima woonden doorgaans 10 tot 15 Nederlanders onder streng toezicht van de Japanse autoriteiten. De bezetting bestond uit de opperkoopman (het opperhoofd), de factorij-arts, de pakhuismeester, en een aantal lagere medewerkers. Het was de Nederlanders niet toegestaan hun echtgenotes mee te nemen naar Japan. De vrouwen en kinderen die in Hirado nog wel aanwezig waren, werden voor de verhuizing naar Deshima teruggestuurd naar Batavia. Het is dus niet verwonderlijk - dominees werden op het eiland ook niet toegelaten - dat de Nederlanders gebruik maakten van prostituees. De publieke vrouwen, keisei, in Maruyama, de bordeelwijk van Nagasaki, waren onderverdeeld in drie groepen, de Oranda-yuki, Kara-yuki en de Nihon-yuki, respectievelijk de prostituees voor de Hollanders, voor de Chinezen en voor de Japanners. In Japan mochten prostituees hun stadswijk niet verlaten, maar in Nagasaki gold een uitzondering op die regel, omdat de Nederlanders Deshima niet af mochten. De keisei begaven zich dus naar Deshima, aanvankelijk voor slechts een nacht, maar later werd toegestaan dat een vrouw er drie dagen mocht blijven en tegen het einde van de 18e eeuw vijf dagen aan een stuk. Voor de Japanse ambtenaren was het slechts toegestaan van zonsopgang tot zonsondergang op het eiland te verblijven. De keisei waren er daarom ook om bijvoorbeeld in de lange winteravonden de mannen hun natje en hun droogje te geven. De Oranda-yuki onderscheidden zich van hun collega’s op het vasteland. Van de keisei werd namelijk ingetogen gedrag verwacht, maar de Oranda-yuki mengden zich in de conversatie, schudden handen, kusten, droegen sieraden, nuttigden koffie en chocolade. Tegen de 19e eeuw werden de beperkingen aan het verblijf op Deshima soepeler. Hendrik Doeff, opperhoofd van 1805 tot 1817, maakte in april 1805 met twintig publieke dames een uitstapje naar Mogiura, en richtte er een groots feest aan.
De relaties die ontstonden tussen de Nederlanders en de keisei werden niet geheimgehouden; van de meesten is de naam bekend en ook of er kinderen uit de relatie voortkwamen. Kinderen werden echter als Japanners beschouwd en mochten bij het vertrek van de Nederlandse vader niet meegenomen worden. Philipp Franz von Siebold had bij een keisei met de naam Sonogi een dochter, Kusumoto Ine, die de eerste vrouwelijke arts van Japan werd.

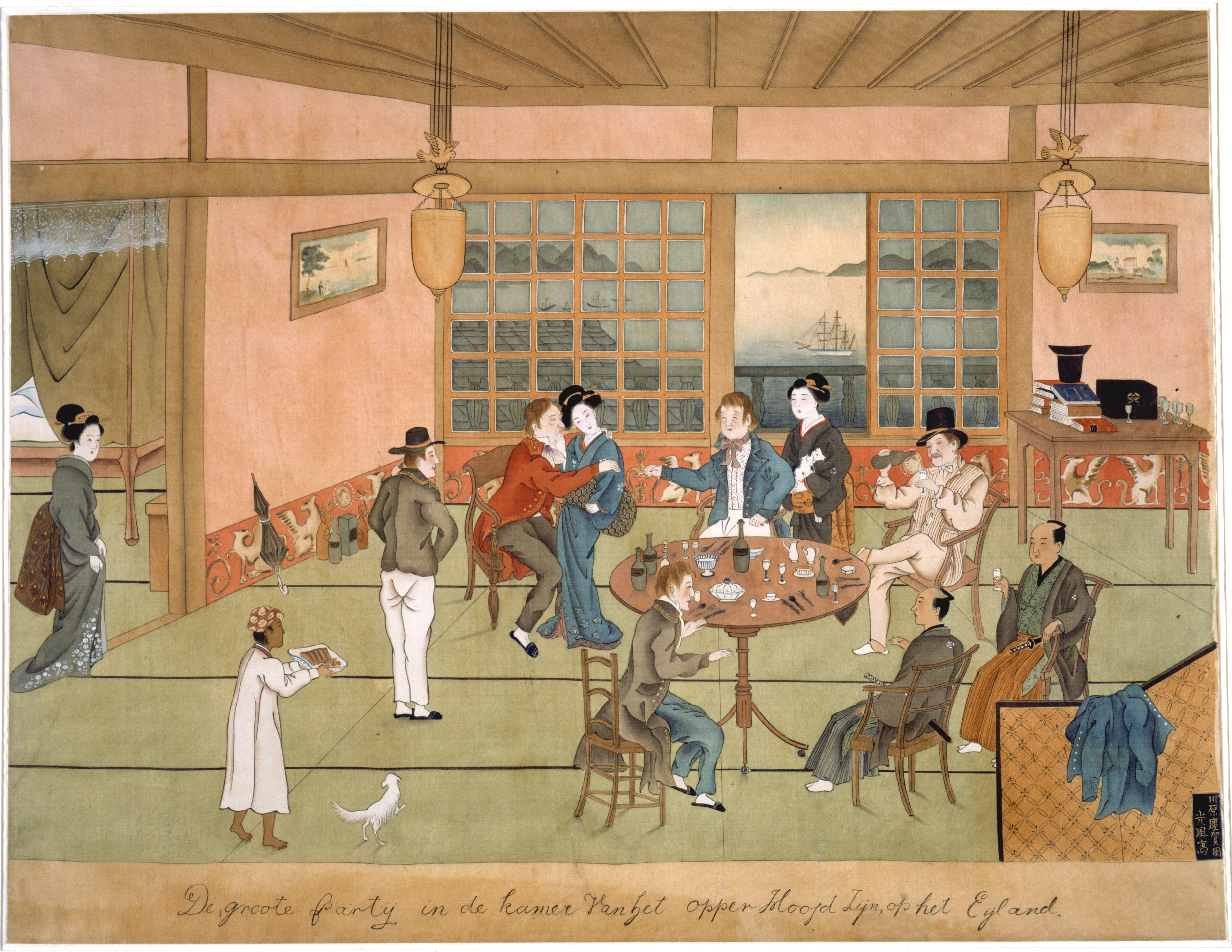
Grote partij bij het opperhoofd De Sturler op Deshima in 1825.

### Vrije tijd
Het leven was saai op het eiland en de jaarlijkse hofreis van ca. drie maanden was een welkome afwisseling in de dagelijkse routine. Sommige opperhoofden of artsen besteedden de overige vrije tijd aan wetenschappelijk werk. Van de feesten die op het eiland gevierd werden viel het Nieuwjaar het meeste op. Japanse hoogwaardigheidsbekleders en tolken werden uitgenodigd voor een groot diner dat om 12 uur ’s middags begon. Talloze gerechten werden opgediend, en om de Japanners die de Europese gerechten niet aanstonden te plezieren, volgde er nog een tweede diner met Japanse gerechten. Er werd muziek gespeeld en gedanst, de drank vloeide rijkelijk en het feest duurde meestal tot diep in de avond.

## Beeldvorming in Europese literatuur van de zeventiende en achttiende eeuw
De dagregisters van de handelspost in Hirado en de factorij op Dejima zijn ten aanzien van een aantal aspecten van de Japanse samenleving in die periode de belangrijkste en vaak ook de enige Europese bronnen. Daarnaast zijn er de persoonlijke dagboeken van opperhoofden van Dejima als Willem Verstegen en François Caron. Er zijn nauwelijks andere Europese bronnen over bijvoorbeeld de laatste fase van de missie van de jezuïeten in Japan en het leven van missionarissen in Japan na hun gevangenneming en apostasie. 

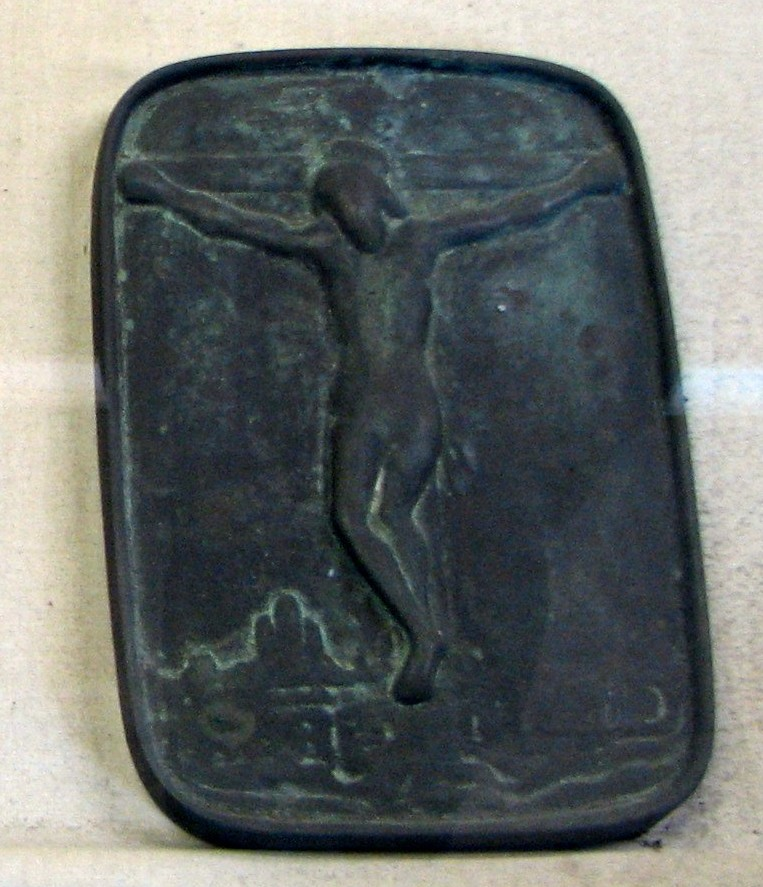
Een fumie, een afbeelding van Jezus

Het als kruiperig beschreven gedrag van de Nederlanders in Japan was vanaf het einde van de zeventiende eeuw een onderwerp in de Europese literatuur. Een fumie  (trapprent, samenstelling van fumi [vertrappen] en -e [afbeelding]) was een afbeelding van Jezus of Maria waarop, in opdracht van de religieuze autoriteiten van het Tokugawa-shogunaat van Japan, een van het christelijk geloof verdachte Japanner moest trappen om te bewijzen dat hij geen  christen was. In verschillende Europese en niet alleen katholieke publicaties werd beweerd dat de Nederlanders zich aan het anti-christelijke beleid van de shogun wisten te onttrekken door te verzwijgen dat ze christenen waren en op cruciﬁxen en andere rooms-katholieke beelden te trappen, als ze daarom verzocht werden. Er waren auteurs die schreven dat het verloochenen van het eigen geloof in opdracht van de leiding van de VOC gebeurde. Een van de auteurs die dit beweerde was Jean-Baptiste Stouppa (of Stouppe) in La Religion des Hollandois  . Jean-Baptiste Tavernier meldde in Six voyages de Jean-Baptiste Tavernier dat als men de Hollanders in Japan naar hun geloof vroeg, zij het antwoord gaven: ‘je ne suis pas Chrestien, je suis Hollandois’. Jonathan Swift in Gulliver's Travels en ook  Voltaire in Candide, ou l' optimisme en Oliver Goldsmith in The Citizen of the World beschreven het trappen op een fumie als vast patroon in het het handelen van de Nederlanders.
Er bestaat een Generale Instructie van 26 april 1650 waarin de Heren XVII het personeel van de VOC in Japan opdraagt om ‘die moedige, superbe, precise Natie [de Japanners] na de ogen te zien, om dezelve alles te believen’ en vooral geen aanstoot te geven door ongewenste geloofsuitingen. Hoewel het ‘een harde zaak schynd te wezen, om tydelik gewin’ het eigen geloof te onderdrukken, moest het toch maar gebeuren.
Nederlanders werden in Europese literatuur verder beschimpt, omdat zij zich tijdens de hofreis aan het hof van de shogun een rol lieten welgevallen als ‘wilden’ die hun kunsten aan Europese vorstenhoven vertoonden. Oliver Goldsmith benoemt dit gedrag als ’abject submission’ van de Nederlanders. Ook personeel van de VOC zelf die op een dergelijke hofreis aanwezig was schreef daarover kritisch. Engelbert Kaempfer schreef: ‘Op deze manier, en met ontelbaare diergelyke andere apespelen, moesten wy ons zelven laten gebruyken tot vermaak van den Keyzer en van zyn Hofgezin’
Personeel van de factorij trad meerdere malen op als tolk bij processen van buitenlanders in Japan. In 1704 werden zes Europeanen gearresteerd die in een kano Japan hadden bereikt. De reizigers werden naar Nagasaki verscheept om daar door de Nederlanders ondervraagd te worden om vast te stellen of het ‘lieden waren van de Roomsche religie‘ en of zich een priester onder hen bevond. Het bleken twee Hollanders, de Vlaming Carolus van der Haeghe, twee Schotten en een Engelsman te zijn die in  Manilla uit Spaanse dienst waren gedeserteerd. Deze Vlaming was eerder ook al uit dienst van de VOC gedeserteerd. De Nederlanders ontdekten dat de Vlaming wel degelijk katholiek was, maar wisten dit feit voor de Japanners te maskeren. De Japanners vertrouwden het echter nog steeds niet en dwongen de zes tot het vertrappen en bespuwen van een fumie. De zes werden daarna overgedragen aan de VOC. 
De in Europa meest geruchtmakende zaak was die van de Italiaanse jezuïet Giovanni Battista Sidotti.  Sidotti had het plan te pogen het christendom opnieuw in Japan te introduceren. Hij was tijdens de Edoperiode  de laatste van een reeks missionarissen die daarvoor illegaal het land binnen kwamen. In het najaar van 1708 kwam hij aan in Japan en werd vrijwel onmiddellijk gearresteerd. Sidotti sprak geen Portugees. Bij de verhoren trad dan ook een assistent van de factorij op Dejima op als tolk, omdat beiden wel Latijn beheersten. De vrijwel volledige transcriptie van de verhoren maakte deel uit van de dagregisters van de factorij en is opgenomen in Oud en Nieuw Oost-Indiën van François Valentyn uit 1727.  De zaak van Sidotti werd in vele katholieke publicaties beschreven. Daarbij werd de medewerking en hulp van personeel van de VOC sterk bekritiseerd.

## Einde van het monopolie van Deshima

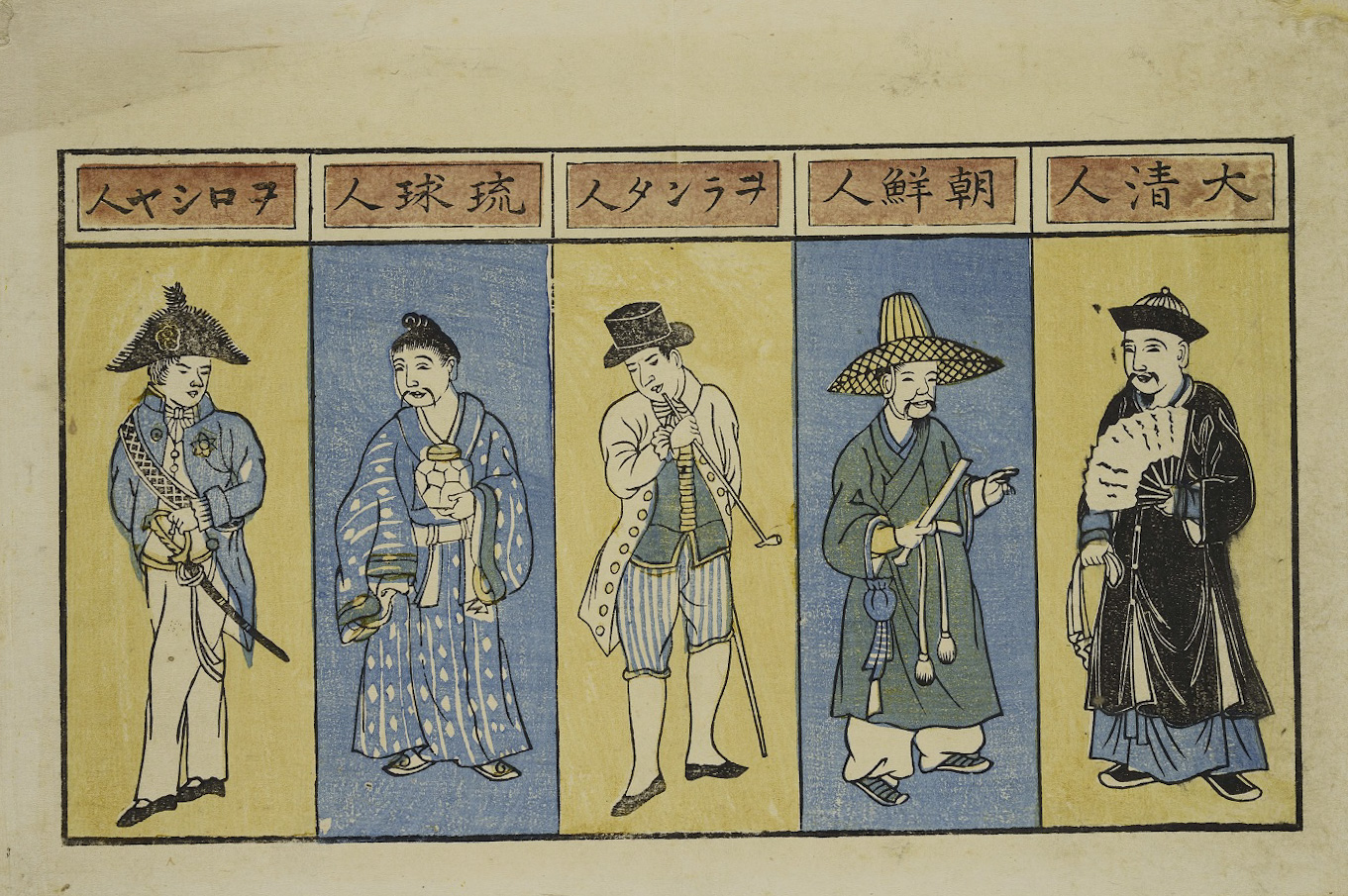
Buitenlanders in Nagasaki. Anonieme Japanse kunstenaar begin 19e eeuw. Van rechts naar links: Een Chinees, een Koreaan, een Nederlander, een persoon van de Riukiu-eilanden en een Rus. Japan had in formele zin geen enkele relatie met Rusland, maar vanaf begin 19e eeuw kwamen Russische schepen steeds vaker in Japanse wateren

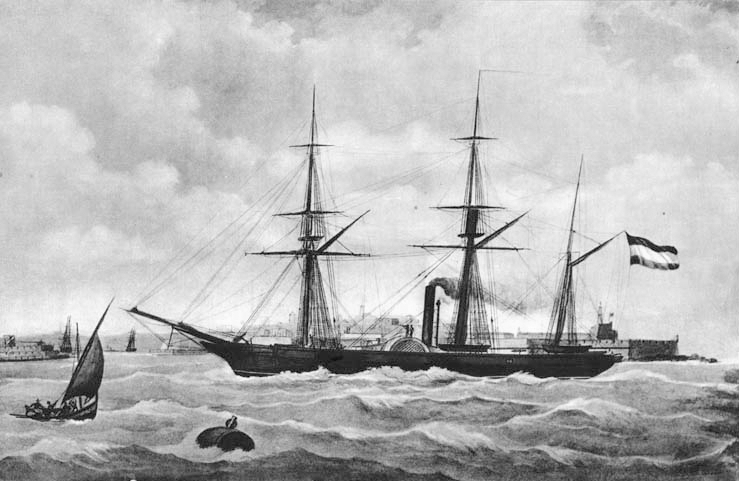
Het stoomschip Soembing. Het schip werd na de schenking omgedoopt tot Kanko Maru (Vuurschip).

Halverwege de 19e eeuw werd het steeds duidelijker dat Japan door de expansiedrift van de westerse landen de afsluiting van de buitenwereld niet zou kunnen handhaven. Koning Willem II stuurde daarom in 1844 een brief aan de shogun Tokugawa Ieyoshi en drong aan op een openstelling voor de internationale betrekkingen. Het antwoord van de shogun was vooralsnog dat men wilde vasthouden aan de sakoku.
In 1853 forceerde commandant Matthew Perry van Amerika een doorbraak door met een aantal moderne oorlogsfregatten de baai voor Edo binnen te varen, en op schootsafstand van het paleis van de shogun voor anker te gaan. Japan had geen weerwoord, en moest in 1854 de Conventie van Kanagawa tekenen, een verdrag met de Verenigde Staten. Japan vroeg aan het opperhoofd op Deshima, Jan Hendrik Donker Curtius, advies over de modernisering van zijn strijdmacht, en als gevolg daarvan zond Nederland in 1854 de marineofficier Gerhardus Fabius en een deskundige bemanning met het stoomschip Soembing naar Japan om er de opleiding van Japanse marineofficieren te beginnen. Donker Curtius stelde bovendien een plan op voor de opbouw van een moderne Japanse vloot. Desondanks is het aan Nederlandse adviezen te danken dat Japan zich in deze periode tegenover andere westerse landen vreedzaam opstelde. Op 5 oktober 1855 schonk koning Willem III het stoomschip aan Japan, wat in Nederland tot een heftige politieke discussie leidde.
Japan sloot eerst met de Verenigde Staten, en daarna in 1855 met Nederland een handelsverdrag. Andere Europese landen volgden, waarvoor Nederland via Deshima bemiddelde. Het was het einde van een monopoliepositie die Nederland had in de handelsrelatie met Japan. Gedurende 217 jaar verliepen alle contacten tussen Japan en de westerse wereld via de Nederlandse handelspost op Deshima, maar nu verloor het zijn betekenis. Het eilandje werd voor iedereen toegankelijk en Nederland vestigde er 1859 zijn consulaat. Met de ontwikkeling van Nagasaki tot een moderne haven werd het eilandje Deshima door de landaanwinning van 1904 opgenomen in de stad.

## Geen exclusieve situatie

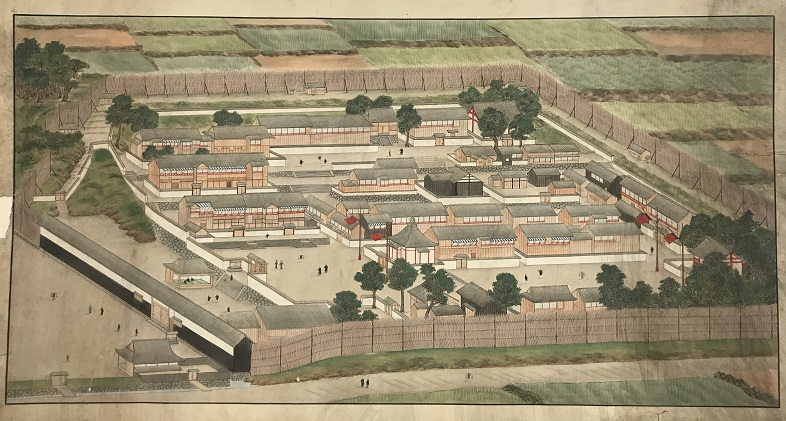
De Chinese wijk in Nagasaki rond 1825

De situatie van de Nederlanders op Deshima was weliswaar voor de westerse wereld exclusief, maar Japan onderhield tijdens de Edoperiode ook contact met China, Korea en het Koninkrijk Riukiu dat zowel met China als Japan een tribuutrelatie had. Alleen met Korea was er een vorm van diplomatiek contact. Met China liep het contact net als met Nederland alleen via handelaren in Nagasaki. 
De handel tussen Japan en China was aanzienlijk groter dan dan die met de VOC. Er kwamen jaarlijks drie tot zeven Nederlandse schepen in Nagasaki. De Chinese jonken waren wel kleiner dan de Nederlandse schepen, maar het waren er tientallen per jaar en aan het eind van de zeventiende eeuw soms meer dan honderd. De Chinese handelaren verkochten voornamelijk zijde, suiker en Chinese medicijnen en kochten koper en zeevruchten. Door het gebrek aan overzicht op deze handel vond er ook veel smokkel plaats rondom Nagasaki. Er werd dan ook in 1689 besloten om een Chinese wijk Tôjin yashiki (letterlijk ‘Residentie van de Chinezen’) aan te leggen en werden de Chinese handelaren verplicht zich hier te vestigen. Net als de Nederlanders waren ook zij nu gebonden aan een ommuurd complex. Die wijk was twee keer zo groot als Deshima en had  ook aanzienlijk meer inwoners. Ook deze wijk bleef bestaan en functioneren tot de gedwongen openstelling van het land  midden negentiende eeuw.

## Deshima nu
In de loop der tijd is het oorspronkelijke Deshima bijna geheel verdwenen; door landaanwinning was het al lang geen eilandje meer en de gebouwen waren grotendeels afgebroken. Een deel van het oorspronkelijk waaiervormige eiland ging verloren door verbreding van een kanaal.
In 1922 werd Deshima door de Japanse overheid tot Nationale Historische Plaats benoemd en werden enkele restauratiewerken uitgevoerd.
In 1982 legde de Dejima Historic Site Renovation Council zeven aanbevelingen voor, betreffende de restauratie van de VOC-factorij. Sindsdien wordt Deshima in fases gerestaureerd. Inmiddels zijn ongeveer twintig gebouwen op ware grootte gereconstrueerd, die alle dienstdoen als museum. In 2006 werd Deshima heropend. Het is overdag tegen betaling te bezichtigen. Ruwweg de helft is nu bebouwd met woningen en pakhuizen. De andere helft wordt momenteel heringericht.
Op het eiland zijn diverse Nederlandse voorwerpen te zien, onder andere een kanon met een VOC-logo. Uit Delft kwam een grote originele balans, die hier gebruikt werd om suiker te wegen.
Ook de tuin van het eiland wordt gerestaureerd. Op 14 november 1990 bracht de toenmalige kroonprins Willem-Alexander een bezoek aan Deshima en plantte er een kornoeljeboom, Cornus florida. Het herdenkingsbordje hiervoor is in 2013 al vervangen om aan te geven dat Willem-Alexander inmiddels koning is.

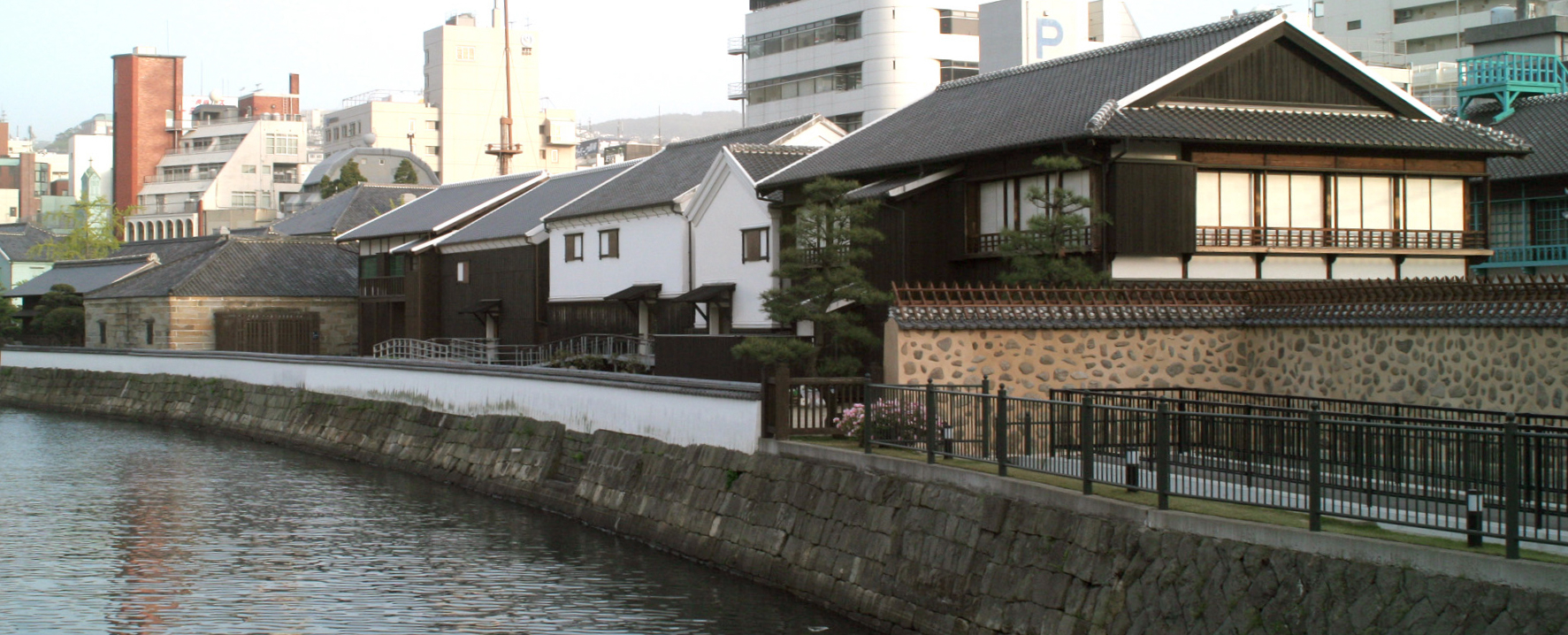
Restauratie van Deshima (2006)
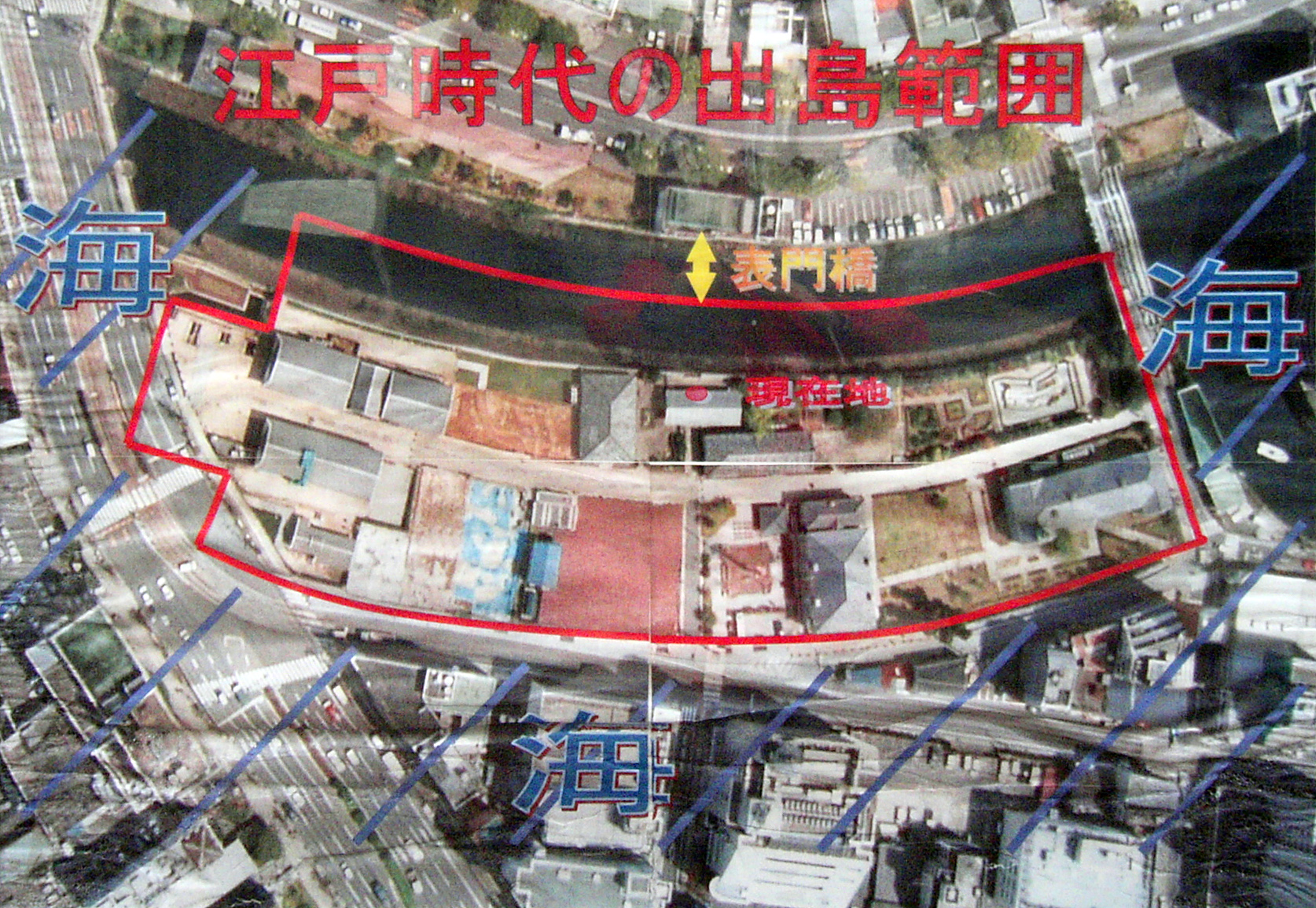
De contouren van het eiland Deshima in het huidige Nagasaki
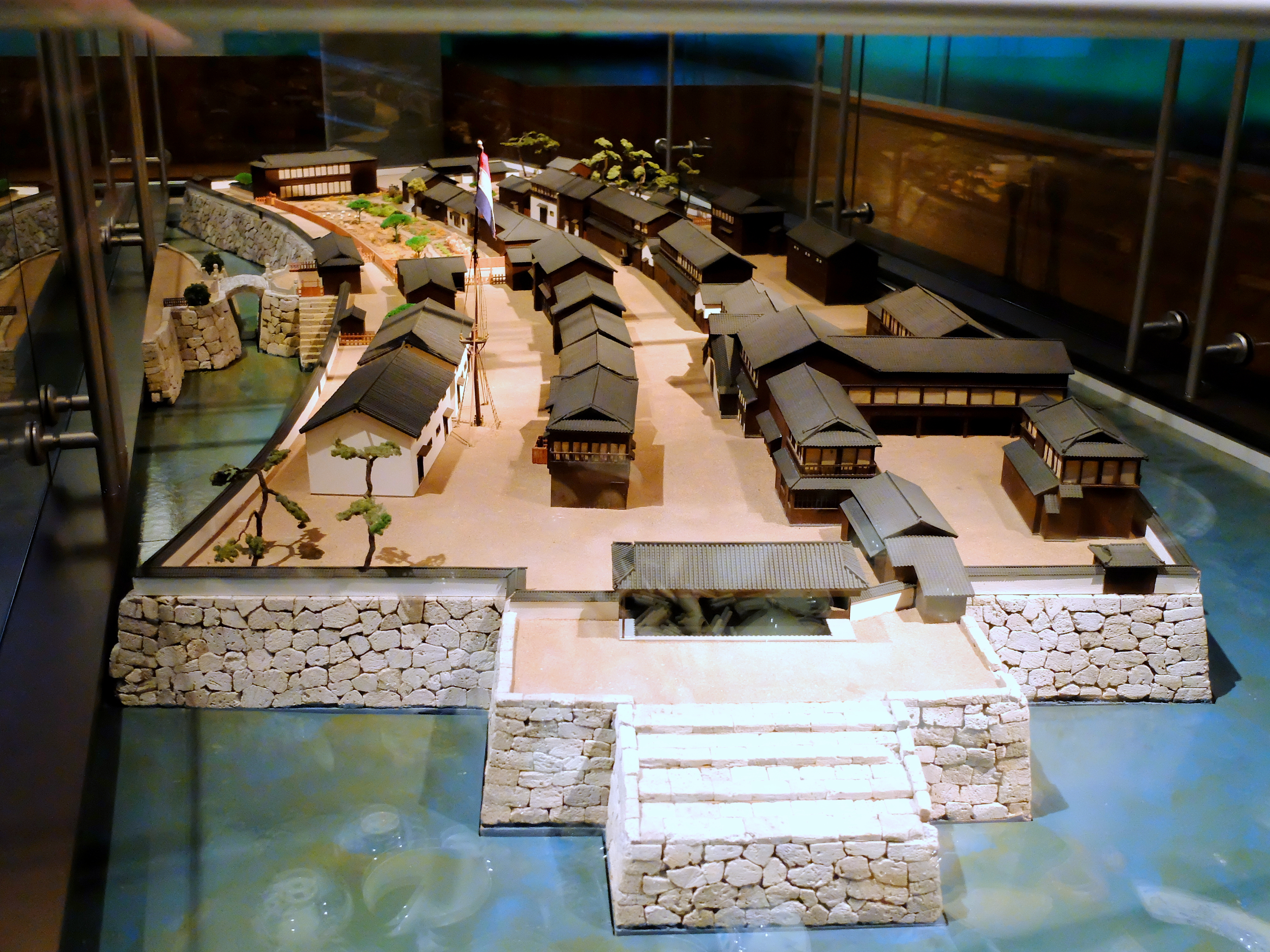
Model in het Museum Volkenkunde, Leiden
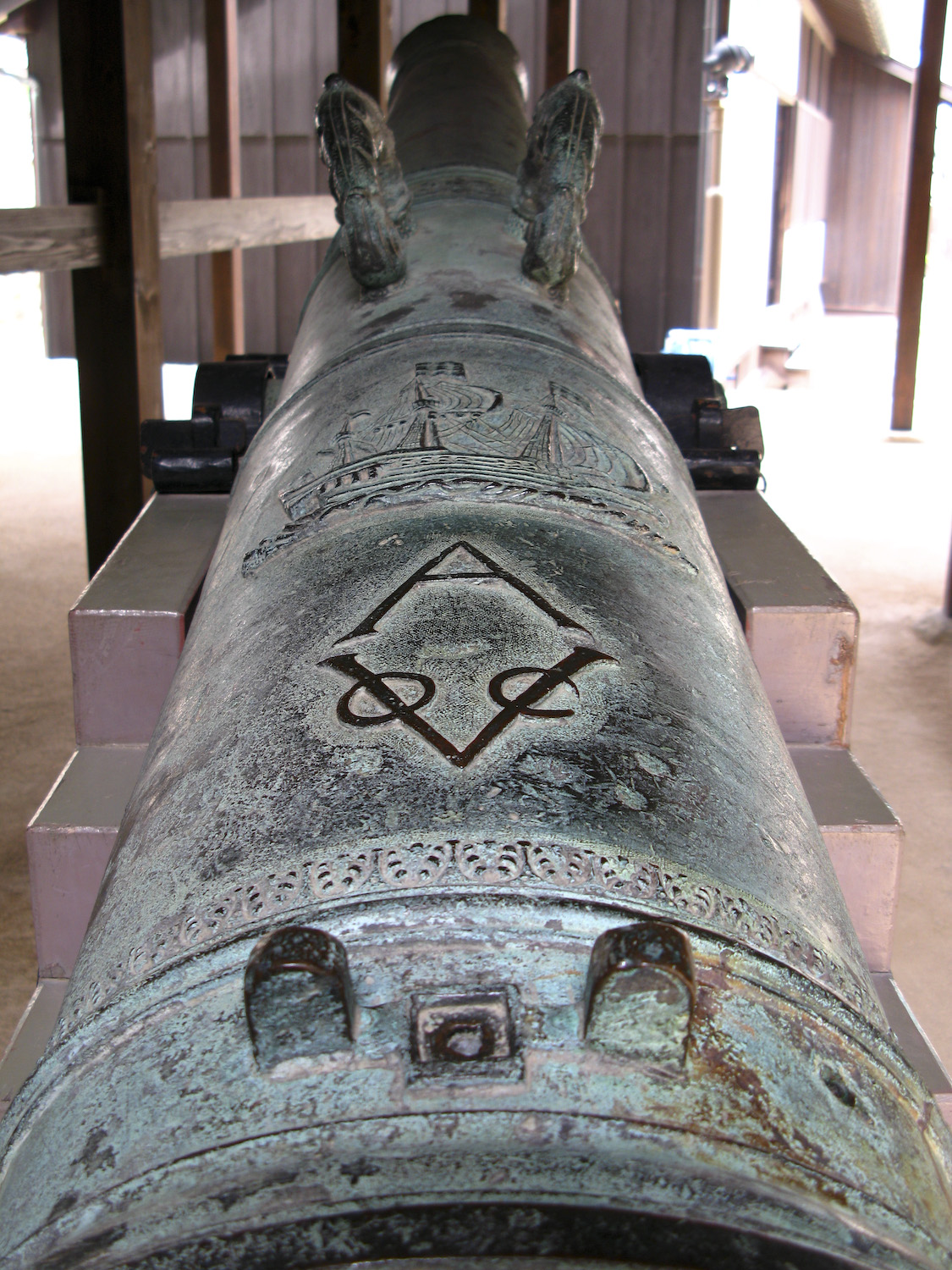
Kanon met VOC logo op Deshima
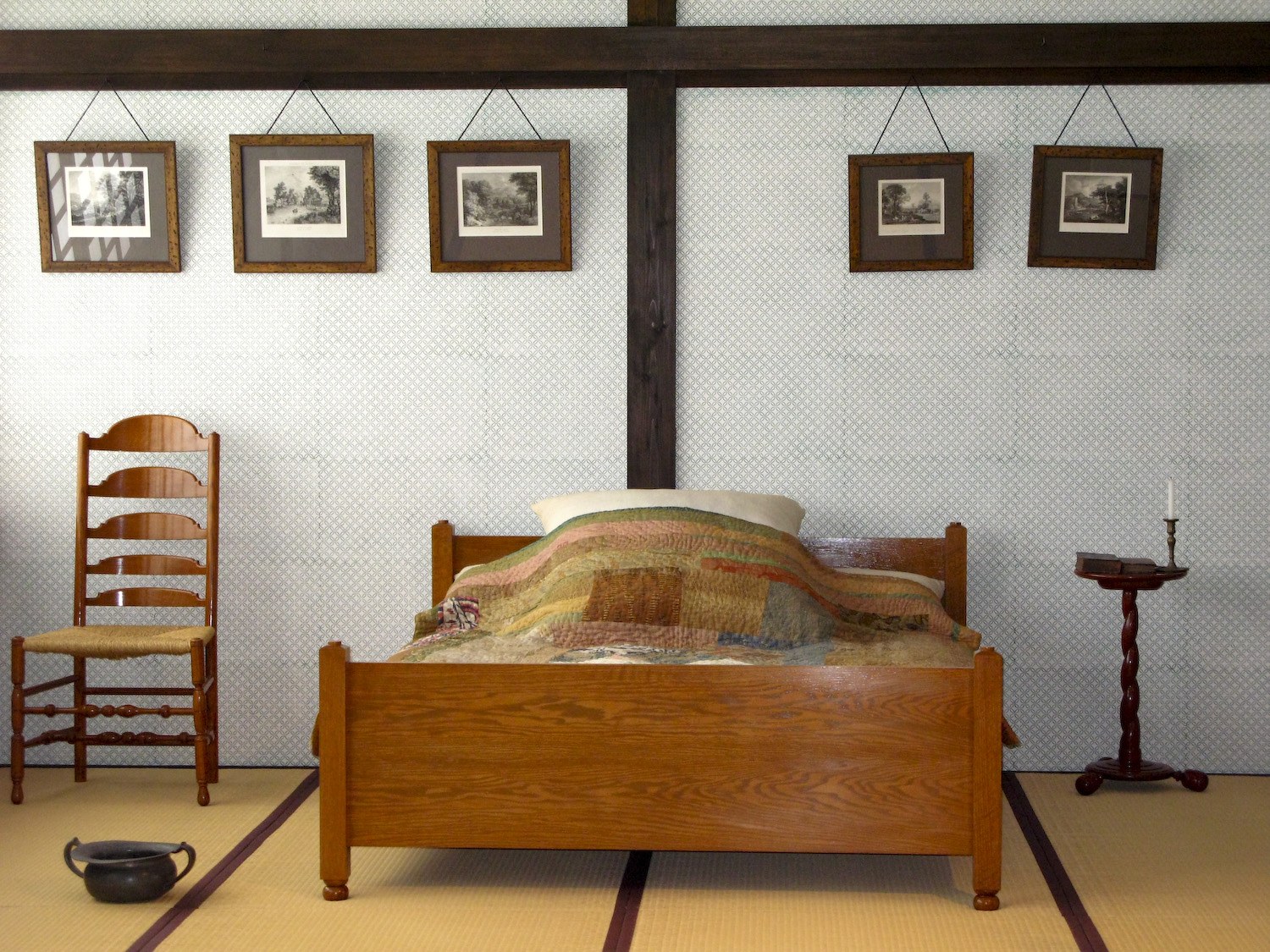
Slaapkamer met tatami matten en een westers bed met po

De kamers zijn ingericht met Nederlandse meubels, maar bevatten wel de Japanse vloerbedekking met tatamimatten.
Het is de bedoeling dat Deshima opnieuw een eiland wordt door de omliggende grond af te graven. Deze operatie zal nog jaren in beslag nemen.

## Opperhoofden
Zie Lijst van opperhoofden van Deshima.

## Trivia

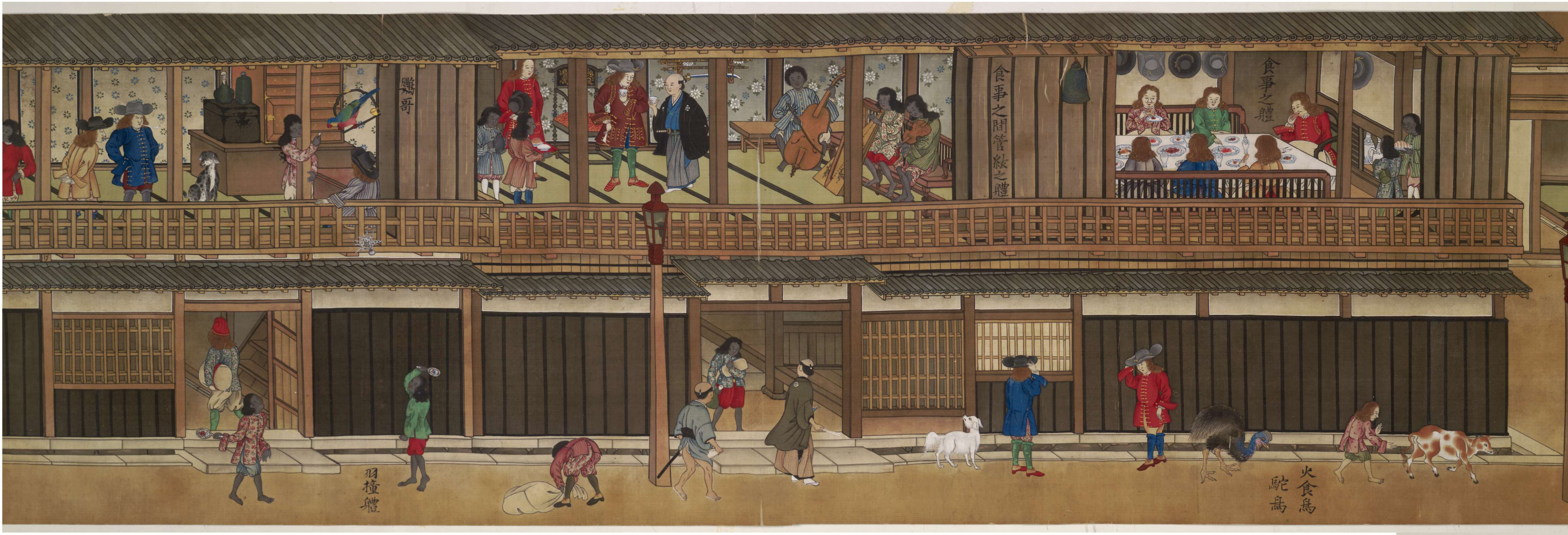
Badminton

- In 1798 werden de gebouwen op Deshima grotendeels door brand verwoest.
- De aanwezigheid van de Nederlanders is een onderdeel van de plaatselijke folklore geworden. In straatfestivals in de stad Nagasaki worden afbeeldingen van de Nederlandse schepen, compleet met rood-wit-blauw, rondgedragen. In de buurt van Nagasaki is ook een amusementspark, Huis ten Bosch, met Nederland als onderwerp
- In Jonathan Swifts roman Gullivers Travels (1726) raakt de hoofdpersoon Gulliver verzeild in 'Nangasac', zoals hij Nagasaki aanduidt. Omdat Gulliver Nederlands sprak, deed hij zich voor als Nederlander. Tot verbazing van de Japanners is hij de eerste die bezwaar maakt tegen de 'Nederlandertest' namelijk het vertrappen van een crucifix (fumie); hij wordt hiervan als bijzondere gunst vrijgesteld en krijgt toestemming via Deshima met een Nederlands schip naar zijn land terug te keren. Bij de Nederlandse bemanning doet hij zich voor als een Gelderlander, maar hij valt bijna door de mand als een matroos vraagt of hij de Nederlandertest heeft ondergaan.
- In Japan zijn via Deshima verschillende westerse zaken ingeburgerd, zoals biljart, koffie, bier, klaver, baksteen, piano's, knopen, verf, peterselie, wittekool, tomaten en chocolade.
- De roman 'The Thousand Autumns of Jacob De Zoet' van de auteur David Mitchell speelt zich grotendeels af op Deshima.
- In Nederland zijn verschillende plaatsen met een verwijzing naar Decima; Decimastraat in Delft en Leiden, Laan van Decima in Haarlem en Hof van Decima in Brummen.

## Literatuur

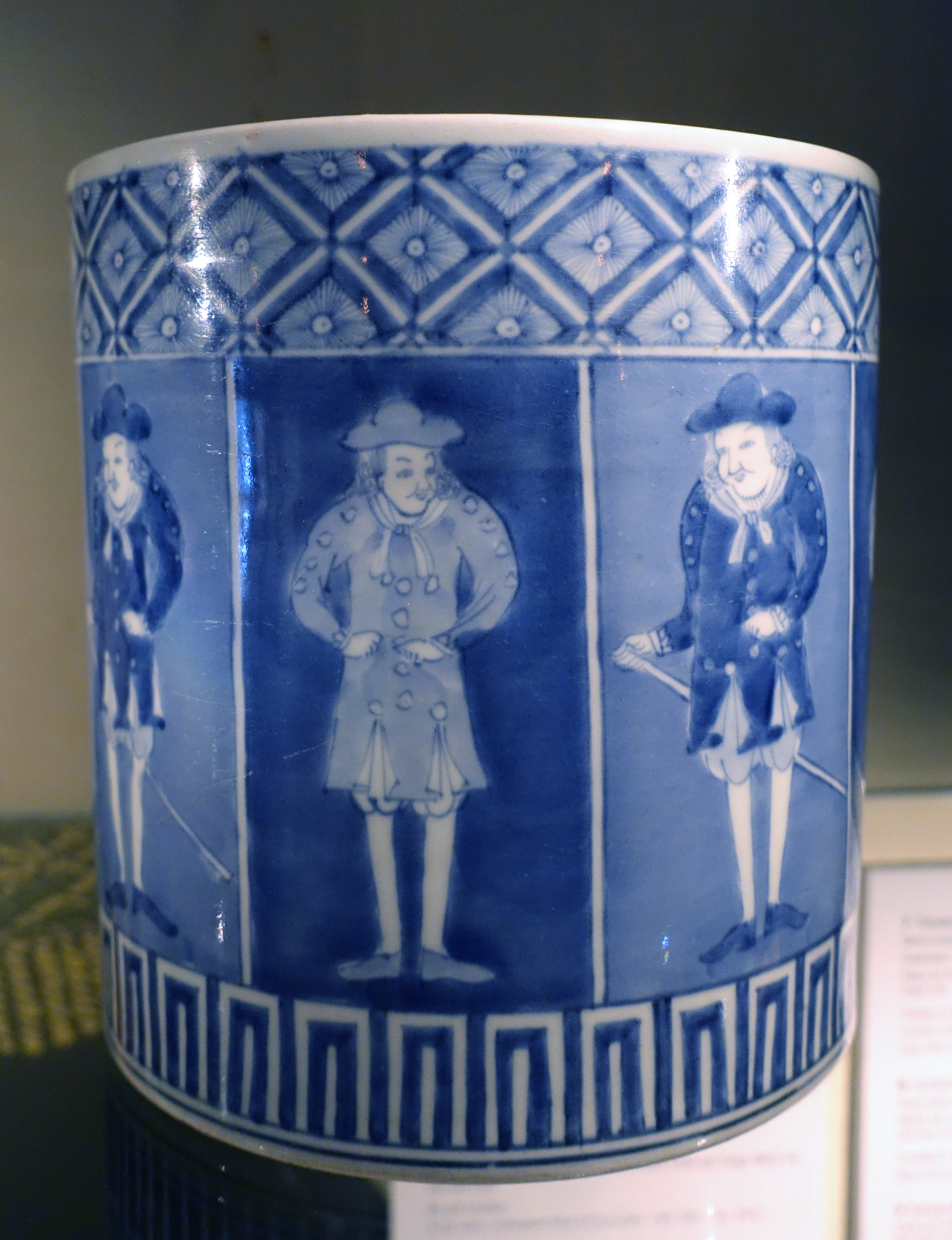
Penselenpot met Hollanders, Japan, Arita ware, laat 18e of vroege 19e eeuw